# S-Bahnen in Deutschland

S-Bahn-Logo

S-Bahn- und Tram-Train-Strecken in Deutschland

In Deutschland gibt es 18 Eisenbahnnetze mit vielfältiger Größe und Struktur, die sich als S-Bahn bezeichnen. Dazu gehören die als erste so bezeichnete S-Bahn Berlin, aber auch aus Regionalverkehrsnetzen hervorgegangene Systeme wie die S-Bahn Rhein-Neckar und verschiedene Regio-S-Bahn-Netze. Des Weiteren bedienen Linien von mehreren S-Bahnen aus Österreich und der Schweiz angrenzende Gebiete in Deutschland.

## Geschichte

### Vorläufer
Der zunehmende Lokalverkehr auf den Eisenbahnstrecken in und um Berlin veranlasste die Preußischen Staatseisenbahnen zum Bau von eigenen vom Fernverkehr getrennten Gleisen für den Vorortverkehr. 1882 entstand die Berliner Stadtbahn mit getrennten Gleisen für den Vorort- und den Fernverkehr als Stammstrecke. Die Ringbahn und die Eisenbahnstrecken zu den Berliner Vororten erhielten nach und nach ebenfalls eigene Vorortgleise.
1891 führte die Eisenbahn den vergünstigten Berliner Vororttarif für die Züge der Berliner Stadt-, Ring- und Vorortbahn ein, wie diese nunmehr genannt wurde. Dieser Nahverkehrstarif galt nicht in den Fernzügen. Die Vorortbahnen unterschieden sich durch eine zunehmende Verdichtung der Zugfolge mehr und mehr vom Fernverkehr.
Im Jahr 1903 kam es versuchsweise zur ersten Elektrifizierung mit seitlicher Stromschiene. Während sich in den nächsten Jahrzehnten die Wechselspannung-Oberleitung für die elektrische Vollbahn durchsetzte, entschied man sich für die Berliner Vorortbahnen für eine Stromschiene mit der bei der U-Bahn verwendeten Gleichspannung von 750 V. Zwischen 1924 und 1933 wurden alle Vorortstrecken einschließlich der Vorortgleise von Stadt- und Ringbahn mit diesem System elektrifiziert.
Bereits bis 1906 hatte die Hamburger Vorortstrecke der Preußischen Staatsbahn, die Blankenese über den Altonaer Bahnhof (heute: Bahnhof Hamburg-Altona) und den Hamburger Hauptbahnhof mit Hamburg-Ohlsdorf verband, einen vom Fern- und Güterverkehr unabhängigen eigenen Bahnkörper erhalten. Auf dieser Hamburg-Altonaer Stadt- und Vorortbahn wurde am 1. Oktober 1907 der elektrische Betrieb mit 6600 Volt Wechselspannung aufgenommen, der aus einer Oberleitung entnommen wurde. Das System wurde bis 1955 parallel zum 1940 eingeführten Betrieb mit 1200 Volt Gleichspannung aus einer seitlich bestrichenen Stromschiene beibehalten. Letzteres System wird noch verwendet und unterscheidet die Hamburger von der Berliner S-Bahn.

### Einführung des Begriffs S-Bahn in den 1930er Jahren
1930 wurde in Berlin der Begriff „S-Bahn“ eingeführt, der das bis dahin geläufige „Berliner Stadt-, Ring und Vorortbahnen“ ersetzte. Der erste S-Bahn-Tunnel wurde in Berlin 1936 teilweise und 1939 vollständig eröffnet.
Das Tarifsystem der Berliner S-Bahn wurde außer auf die elektrifizierten Strecken auch auf eine Reihe von weiteren Strecken in Berlin und im Umland angewandt. Diese Strecken wurden jahrzehntelang als mit „Dampf betriebene S-Bahn-Strecken“ bezeichnet, unterschieden sich jedoch nicht von anderen Eisenbahnstrecken. Erst nach 1990 wurde die Bezeichnung ‚S-Bahn‘ ausschließlich auf das Gleichspannungsnetz bezogen.
Ab 1934 wurde auch das Hamburger System als „S-Bahn“ bezeichnet.
Unter dem Titel Ruhrschnellverkehr wurde ab 1932 begonnen, die vorhandenen Strecken des Ruhrgebietes für einen beschleunigten Verkehr zwischen den einzelnen Zentren auszubauen. Eingesetzt wurden spurtstarke Dampflokomotiven der DR-Baureihe 78 mit Abteilwagen für schnellen Fahrgastwechsel. Der Endausbau kurz vor Beginn des Zweiten Weltkriegs entsprach in etwa der Ausdehnung des heutigen Verkehrsverbundes Rhein-Ruhr. Aus dem Ruhrschnellverkehr wurde nach dem Zweiten Weltkrieg der Nahschnellverkehr.
Ab 1933 existierte der elektrische Stuttgarter Vorortverkehr, als auch die Vorortgleise Esslingen–Ludwigsburg bei der Elektrifizierung der Fernbahn von München über Ulm und die Geislinger Steige nach Stuttgart eine Wechselspannung-Oberleitung erhielten. Die nur für Stuttgart 1933 neu beschafften Wechselspannungs-Triebwagen führten einen Betrieb mit vielen Merkmalen einer S-Bahn durch, bekamen aber wegen des fehlenden besonderen Nahverkehrstarifes nicht diese Bezeichnung.
In den 1930er Jahren gab es ferner Planungen, neben Berlin in den Städten München und Leipzig unterirdische Stammstrecken für zukünftige S-Bahn-Systeme zu errichten. Die Bauarbeiten mussten jedoch kriegsbedingt eingestellt werden und wurden in der Nachkriegszeit nicht wieder aufgenommen. Bereits fertiggestellte Teile des Leipziger Tunnels wurden später als Kühlhaus und zur Unterbringung eines Kinos genutzt. Der Rohbau des Münchener Tunnels diente nach dem Krieg zunächst als Trümmerdeponie und Pilzzuchtanlage, woraufhin die Strecke später in das U-Bahn-Netz integriert wurde. Beide Städte verfügen über einen S-Bahn-Tunnel mit einem anderen Streckenverlauf, der nicht mehr auf den ursprünglichen Planungen basiert.

### Entwicklung nach dem Zweiten Weltkrieg
Nach dem Zweiten Weltkrieg waren viele Eisenbahnstrecken schon mit Oberleitung und Wechselspannung elektrifiziert, sodass dieser Standard für neue S-Bahn-Netze übernommen wurde. Teilweise verkehrten diese mit neuen Zügen auf den bereits elektrifizierten Strecken, wozu nur neue Bahnsteige für den ebenen Einstieg errichtet wurden. Teilweise wurden bisher noch unter Dampf oder Diesel betriebene Strecken für neue S-Bahnen elektrifiziert. Im Gegensatz zur Berliner und Hamburger S-Bahn war dabei der Mischbetrieb von S-Bahn und anderen Verkehren auf vielen Vorortstrecken üblich. Erst mit steigenden Verkehren wurden Strecken mehrgleisig ausgebaut und Verkehre getrennt.
In Berlin wurden nach Beseitigung der Kriegszerstörungen weitere Vorortstrecken elektrifiziert. Bis zum Bau der Berliner Mauer bildete die Berliner S-Bahn in West- und Ost-Berlin ein gemeinsames Netz, das 1961 betrieblich geteilt wurde. Betreiber beider Teilnetze blieb die Deutsche Reichsbahn. Dies hatte zur Folge, dass die S-Bahn in West-Berlin bei weiten Teilen der Bevölkerung unpopulär blieb, durch den S-Bahn-Boykott blieben viele Fahrgäste fern. Nach einem Streik stellte die Deutsche Reichsbahn 1980 den Betrieb auf einem Großteil des Netzes ein. 1984 wurde die West-Berliner S-Bahn von den Berliner Verkehrsbetrieben übernommen, beim Mauerfall waren in West-Berlin nur noch drei Linien in Betrieb. In Ost-Berlin wurde das Netz um eine Reihe von Strecken erweitert. In den Jahren nach 1990 wurden die meisten der 1961 und 1980 eingestellten Strecken wieder reaktiviert.
In Stuttgart setzte sich nach dem Zweiten Weltkrieg der Bürgermeister Arnulf Klett für den Bau eines Tunnels ein, um die Innenstadt und die südlichen Stadtteile jenseits des Stuttgarter Hauptbahnhofes an den Vorortverkehr anzubinden. Zu einer Umsetzung der Pläne kam es zunächst nicht.
Erst in den 1960er Jahren sah man vor, in weiteren westdeutschen Ballungsgebieten neben Berlin und Hamburg S-Bahn-Systeme einzuführen. Auf separate Gleichspannungssysteme wie in Berlin oder Hamburg wurde verzichtet. Weil München 1972 zum Austragungsort der Olympischen Spiele wurde, zog man den Bau des Münchener Netzes um einige Jahre vor. Die Netze in Frankfurt und Stuttgart eröffneten 1978 fast zeitgleich. Im Ruhrgebiet entstand das S-Bahn-Netz ab 1967.
In der DDR wurde in Ost-Berlin die S-Bahn weiter ausgebaut. Daneben entstanden um 1970 S-Bahn-Netze in den Städten Rostock, Magdeburg, Halle (Saale) und Leipzig. In Dresden wurde 1974 der S-Bahn-Tarif für eine Reihe von Strecken in der Stadt und im Umland eingeführt, offiziell wurde das Netz allerdings erst 1992 als S-Bahn Dresden bezeichnet. In diesen Netzen wurden überwiegend lokbespannte Züge mit Doppelstockwagen eingesetzt, was teilweise noch der Fall ist.
Mitte der 1980er Jahre erbrachten die westdeutschen S-Bahn-Systeme mit rund 500 Millionen Fahrgästen die Hälfte des Verkehrsaufkommens im Nahverkehr in der Bundesrepublik. Der Kostendeckungsgrad erreichte bei manchen S-Bahn-Systemen etwa 50 % und lag damit über dem Durchschnittswert des Nahverkehrs von rund 30 %.
Pläne, in weiteren Städten S-Bahn-Netze einzurichten, wurden vorerst nicht umgesetzt. Erst Ende der 1980er Jahre ging die S-Bahn Nürnberg mit einer einzigen Linie in Betrieb, zu der im Lauf der Zeit weitere Linien hinzukamen. Als Fahrzeuge kamen hier Wendezüge mit x-Wagen zum Einsatz.
Die jüngsten neuen S-Bahn-Netze entstanden zwischen 2000 und 2010 in Hannover, im Rhein-Neckar-Gebiet und in Bremen. 2013 ging mit der S-Bahn Mitteldeutschland ein völlig neues Netz in Betrieb, welches das vorherige wesentlich kleinere Netz Leipzig-Halle ersetzte.
Stand 2017 werden in fünf der größten S-Bahn-Netze (Berlin, Hamburg, München, Rhein-Main, Stuttgart) täglich rund 3,2 Millionen Fahrgäste befördert, dies sind 50 % aller Reisenden im DB-Personenverkehr. 6200 Mitarbeiter sind in diesen Netzen beschäftigt und erwirtschaften einen Umsatz von rund 2 Milliarden Euro.

## S-Bahn-Netze

### Übersicht
| S-Bahn                                          | Verkehrsgebiet                                                                | Verbund                       | Eröffnet    | Linien  | Netz             | eingesetzte Fahrzeuge                                                                                        | Betreiber                                                                 | Laufzeit         | Bemerkungen                                                                        |
| ----------------------------------------------- | ----------------------------------------------------------------------------- | ----------------------------- | ----------- | ------- | ---------------- | --- | ------------------------------------------------------------------------- | ---------------- | ---------------------------------------------------------------------------------- |
| S-Bahn Berlin                                   | Berlin, Potsdam, Bernau, Königs Wusterhausen, Oranienburg                     | VBB                           | 1930        | 16      | 335,2 km         | 480, 481, 483/484                                                                                            | S-Bahn Berlin GmbH                                                        | 2027, 2032       | mit Gleichstrom (750 V) und Stromschiene elektrifiziert                            |
| Breisgau-S-Bahn                                 | Freiburg im Breisgau, Villingen, zukünftig: Offenburg, Basel, Mülhausen       | RVF, move zukünftig: TGO, RVL | 1997, 2020  | 6 (+2)  | 190 km (+110 km) | Alstom Coradia Continental, Bombardier Talent 3 Reserve: Stadler Regio-Shuttle RS1, zukünftig: Siemens Mireo | SWEG, DB Regio AG                                                         | 2032             | Diesel nur im Ersatzverkehr                                                        |
| Regio-S-Bahn Bremen/Niedersachsen               | Bremen, Bremerhaven, Oldenburg, zukünftig: Wilhelmshaven                      | VBN                           | 2010        | 6       | 342 km           | Alstom Coradia Continental, Stadler Flirt 3 XL                                                               | NordWestBahn                                                              | 2036             |                                                                                    |
| Regio-S-Bahn Donau-Iller                        | Ulm, Aalen                                                                    | DING, htv, OAM                | 2020        | 7       | 242 km           | 425, LINT 41/54                                                                                              | DB Regio, SWEG                                                            | 2032             | Dieselverkehr auf 5 Linien                                                         |
| S-Bahn Dresden                                  | Dresden                                                                       | VVO, VMS                      | 1992        | 4       | 166 km           | 143 + Doppelstockwagen, 146.0 + Doppelstockwagen, Siemens Desiro Classic                                     | DB Regio Südost                                                           | 2027, 2031       | Dieselverkehr auf einer Linie (S8)                                                 |
| S-Bahn Hamburg                                  | Hamburg                                                                       | HVV                           | 1934        | 4       | 144 km           | 474, 490 | S-Bahn Hamburg GmbH                                                       | 2033             | größtenteils (auf 113 km) mit Gleichstrom (1200 V) und Stromschiene elektrifiziert |
| S-Bahn Hannover                                 | Hannover, Paderborn, Hildesheim, Minden                                       | GVH, WT                       | 2000        | 9 (+ 1) | 385 km           | Baureihe 425.5, Stadler Flirt3 XL (BR.3 427)                                                                 | Transdev Hannover                                                         | 2034             |                                                                                    |
| S-Bahn Köln                                     | Rheinland (Köln, Bonn)                                                        | VRS                           | 1975        | 5       | 239 km           | 423, Alstom Coradia LINT, 424 zukünftig: Alstom Adessia Stream                                               | DB Regio NRW                                                              | 2032             | Dieselverkehr auf einer Linie (S23)                                                |
| S-Bahn Mitteldeutschland (S-Bahn Halle-Leipzig) | Halle (Saale), Leipzig , Zwickau, Dessau-Roßlau                               | MDV, VMS, VBB                 | 2013 (1969) | 13      | 830 km           | Bombardier Talent 2, Alstom Coradia A TER zukünftig: Siemens Mireo                                           | DB Regio Südost, Abellio Rail Mitteldeutschland zukünftig: Die Länderbahn | 2026, 2030       | Dieselverkehr auf 1 Linie (S11)                                                    |
| S-Bahn Mittelelbe                               | Magdeburg                                                                     | marego                        | 1974        | 1       | 130 km           | 425 | DB Regio Südost                                                           | 2028             |                                                                                    |
| S-Bahn München                                  | München                                                                       | MVV                           | 1972        | 9       | 441 km           | 423, 420, 424 zukünftig: Siemens Mireo City ab Ende 2029                                                     | DB Regio AG                                                               | 2034             |                                                                                    |
| S-Bahn Nürnberg                                 | Nürnberg, Fürth, Erlangen, Bamberg                                            | VGN                           | 1987        | 6       | 320 km           | Bombardier Talent 2, Alstom Coradia Continental                                                              | DB Regio Bayern                                                           | 2030             |                                                                                    |
| Regio S-Bahn Ortenau                            | Offenburg, Straßburg                                                          | TGO, vgf, move                | 2024        | 6       | 195 km           | Siemens Mireo Plus B, Stadler RS1                                                                            | SWEG                                                                      | 2038             | Dieselverkehr auf 1 Linie (RS4)                                                    |
| S-Bahn Rhein-Main                               | Frankfurt am Main, Wiesbaden, Mainz, Darmstadt, Offenbach am Main             | RMV                           | 1978        | 9       | 303 km           | 423, 430, 425                                                                                                | DB Regio AG                                                               | 2029, 2036       |                                                                                    |
| S-Bahn Rhein-Neckar                             | Mannheim, Ludwigshafen am Rhein, Heidelberg, Mainz, Karlsruhe, Kaiserslautern | VRN, KVV, RNN, HNV, saarVV    | 2003        | 9       | 603 km           | 425, Siemens Mireo                                                                                           | DB Regio Mitte                                                            | 2033             |                                                                                    |
| S-Bahn Rhein-Ruhr                               | Ruhrgebiet (insb. Duisburg, Essen, Bochum, Dortmund, Düsseldorf, Wuppertal)   | VRR                           | 1967        | 11      | 475 km           | 422, Integral S5D95, Alstom Coradia LINT, Alstom Coradia Continental, Stadler Flirt 3 XL                     | DB Regio NRW, Regiobahn, RheinRuhrBahn                                    | 2028, 2031, 2036 | Dieselverkehr auf 2 Linien (S7,S28)                                                |
| S-Bahn Rostock                                  | Rostock, Güstrow                                                              | VVW                           | 1974        | 3       | 091 km           | Bombardier Talent 2                                                                                          | DB Regio Nordost                                                          | 2029             |                                                                                    |
| S-Bahn Stuttgart                                | Region Stuttgart, Stuttgart                                                   | VVS                           | 1978        | 7       | 215 km           | 423, 430 | DB Regio AG                                                               | 2032             |                                                                                    |

### Berlin, Hamburg
Zu Beginn des 20. Jahrhunderts entstanden in Berlin und Hamburg Stadt- und Vorortbahnen, die wie die U-Bahnen in diesen Städten mit Gleichspannung aus einer Stromschiene betrieben wurden, in Berlin von Anfang an, in Hamburg nach Versuchen mit Wechselstrom aus der Oberleitung ab 1940/1950. Dieses Stromsystem wurde gewählt, da zu diesem Zeitpunkt die übrigen Eisenbahnstrecken dort nicht elektrifiziert waren und Gleichspannung bereits im Nahverkehr verwendet wurde. Beide Netze werden von DB Regio und ihren Vorgängergesellschaften betrieben. Für diese beiden Netze war zwischen 2006 und 2010 die Tochter DB Stadtverkehr Betreiber.
Die Linien der S-Bahn Berlin verkehren in einem Grundtakt von 20 Minuten. Auf vielen Linien wird tagsüber der Takt durch Verstärkerzüge verdichtet, durch Linienüberlagerungen gibt es vor allem in den Innenstadtbereichen ein dichtes Zugangebot.
Bis 2017 erbrachte die S-Bahn Berlin GmbH ihre Leistungen auf Basis des damaligen Vertrages. Im Jahr 2015 wurde ein neuer Verkehrsvertrag vergeben, der die Verkehrsbedienung auf dem Ring mit Neufahrzeugen in den Jahren 2021 bis 2035 regelt. Seit dem 15. Dezember 2017 erfolgt die Verkehrserbringung im Berliner S-Bahn-Netz auf Grundlage von Interimsverträgen. Das wettbewerbliche Vergabeverfahren für das Teilnetz Ring/Süd-Ost wurde am 21. Dezember 2015 mit der Erteilung des Zuschlags an die S-Bahn Berlin GmbH abgeschlossen.
Für die S-Bahn Hamburg wurde 2013 der Vertrag mit der DB bis 2033 verlängert.

### München, Stuttgart, Rhein-Main

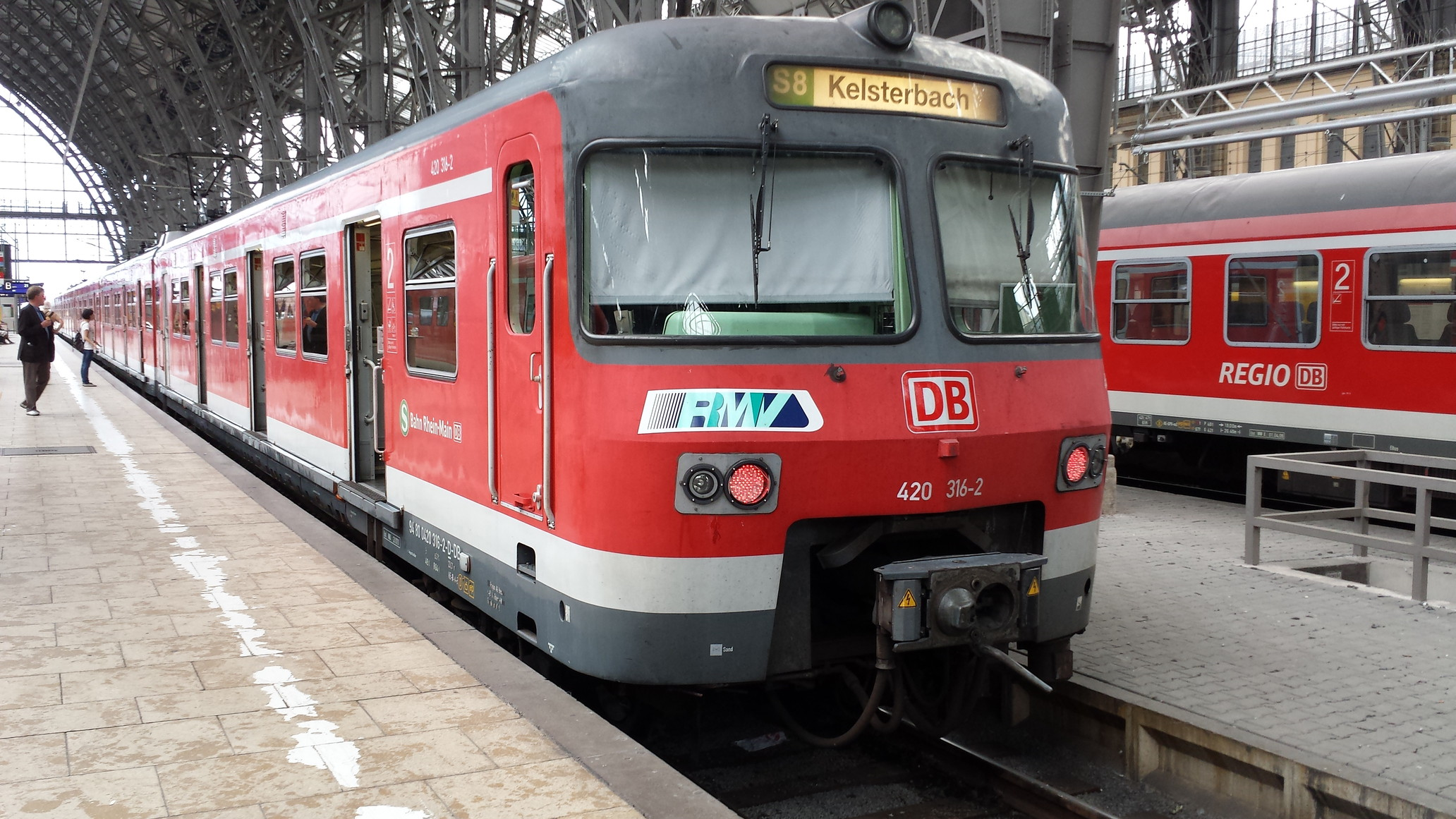
DB 420-316 der S-Bahn Rhein-Main, S8 -> Kelsterbach in Frankfurt(Main) Hbf

In den 1970er Jahren entstanden in München, Stuttgart und Frankfurt am Main (Rhein-Main-Gebiet) monozentrische S-Bahn-Systeme, bei denen eine Tunnelstrecke von einem Kopfbahnhof aus durch die Innenstädte gebaut wurde. Die Tunnel bündeln den Vorortverkehr auf einer gemeinsamen Stammstrecke und ermöglichen neue Direktverbindungen. Für diese S-Bahn-Netze wurde die Baureihe 420 geschaffen.
Für die S-Bahn München wurde mit der DB Regio Bayern ein Verkehrsdurchführungsvertrag mit einer Laufzeit bis zum Jahr 2026 abgeschlossen.
Der Verband der Region Stuttgart hat am 3. April 2009 einen Verkehrsvertrag für die S-Bahn Stuttgart mit der DB Regio Baden-Württemberg unterzeichnet, der eine Laufzeit von 2013 bis 2028 hat.
Betreiber der S-Bahn Rhein-Main ist die DB Regio Hessen, der Vertrag lief eigentlich von 2003 bis 2013. Im Jahr 2011 gewann die DB Regio Hessen alle drei Ausschreibungen der S-Bahn Rhein-Main. Der Vertrag läuft jetzt bis zum Jahr 2029 bzw. 2036.

### Rhein-Ruhr

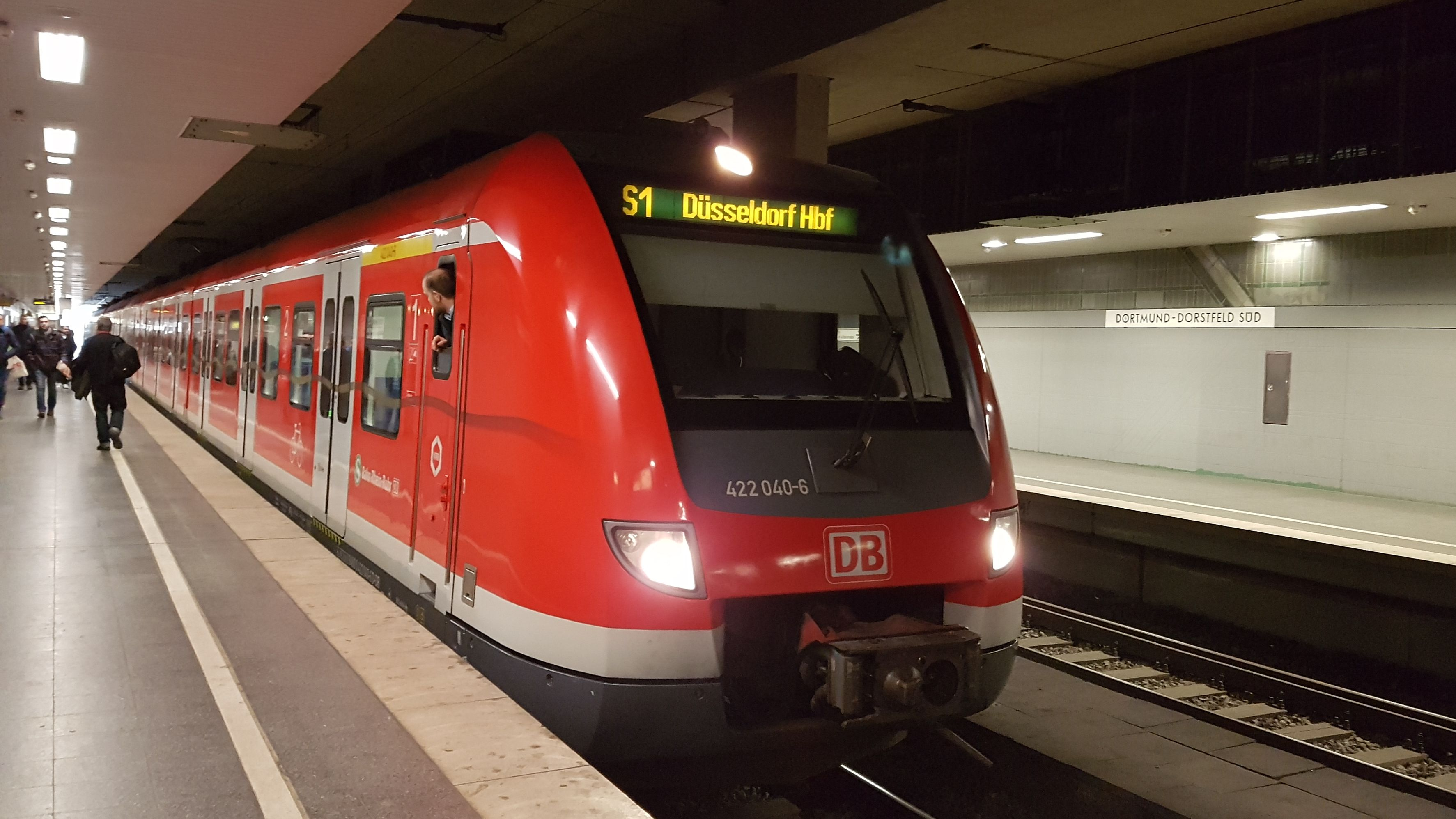
DB 422-040 der S-Bahn Rhein-Ruhr, S 1 nach Düsseldorf Hbf im Tunnelbahnhof Dortmund-Dorstfeld Süd

Wie schon der Ruhrschnellverkehr genannte Vorläufer aus den 1930er Jahren hat die S-Bahn Rhein-Ruhr ein polyzentrisches Netz, das mehrere Großstädte untereinander und mit ihren Vororten verbindet. Die S-Bahn Köln ist das rechtlich unabhängige Teilnetz um Köln.
Während es in den Innenstädten keine Tunnel gibt, wurden in Außenbezirken von Köln (Chorweiler) und Dortmund (Universität – Dorstfeld, Lütgendortmund) Tunnel gebaut, in denen jeweils nur eine S-Bahn-Linie verkehrt. Einige Stationen sind zeitweise weniger stark frequentiert.
Schon für den Ruhrschnellverkehr waren eigene Strecken gebaut worden, die dann von der S-Bahn genutzt und schrittweise weiter ausgebaut wurden. Wurden zunächst überwiegend Wendezüge (n-Wagen, später x-Wagen) eingesetzt, so erfolgte zwischenzeitlich eine Umstellung auf moderne Triebzüge.

### Nürnberg

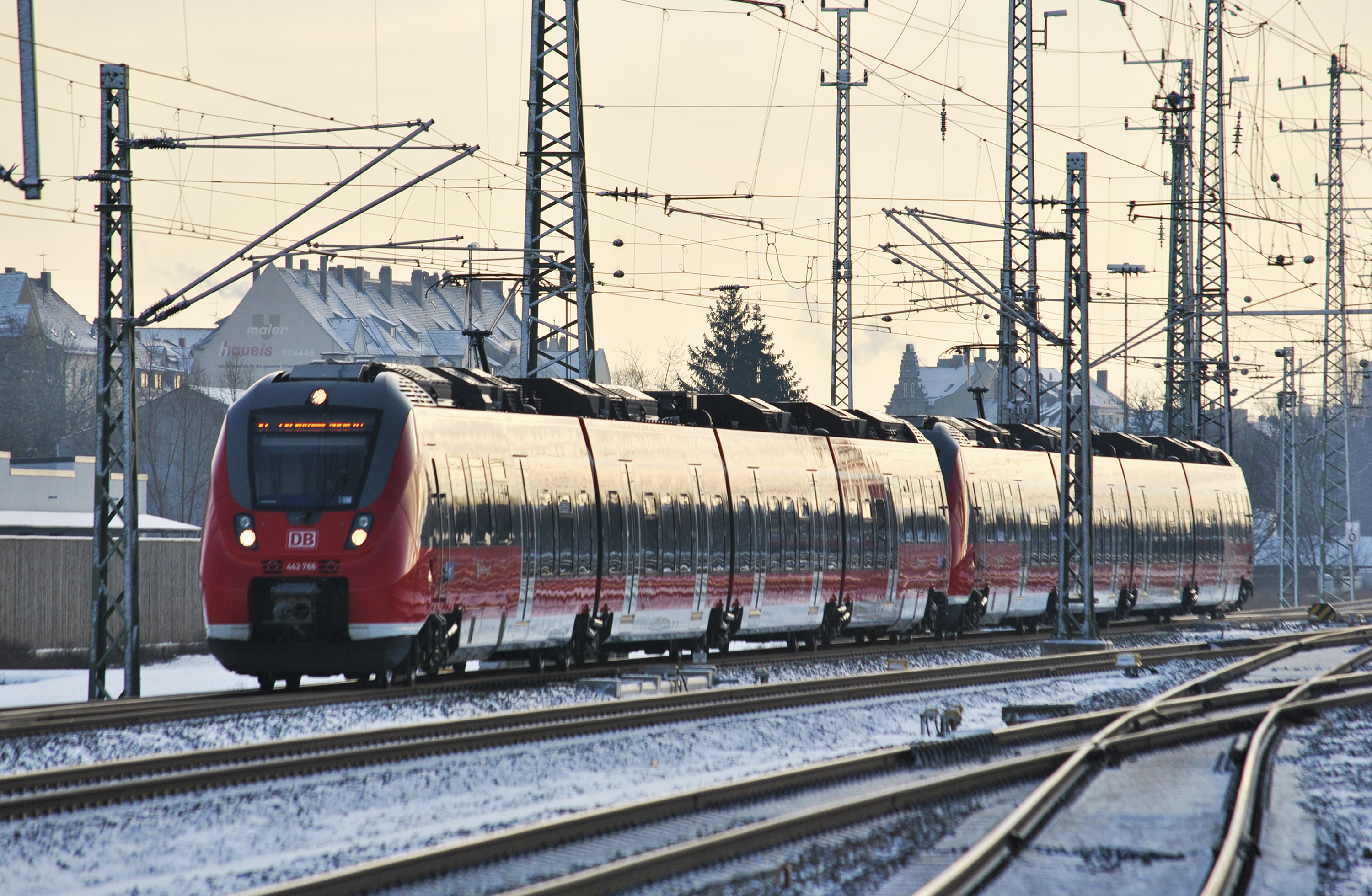
BR 442 der S-Bahn Nürnberg

Die S-Bahn Nürnberg verbindet die fränkische Metropole mit den Städten Ansbach, Bamberg, Erlangen, Fürth, Schwabach sowie weiteren Umlandgemeinden. Die erste Linie wurde 1987 in Betrieb genommen, bis zum Jahr 2001 kamen zwei weitere Linien hinzu. Im Dezember 2010 wurde das Netz durch die Einbindung bzw. Verlängerung weiterer Strecken und damit neuen Verknüpfungen erheblich erweitert. Als Fahrzeuge kamen anfangs Wendezüge mit x-Wagen zum Einsatz, die ab 2010 von Talent-2-Triebzügen sowie 2020 vollständig von Coradia-Continantal-Triebzügen abgelöst wurden. Betreiberin des S-Bahn-Netzes ist DB Regio Franken, der Verkehrsvertrag hat eine Laufzeit bis 2030. Ende 2020 wurde der vormalige Allersberg-Express zur fünften Linie der Nürnberger S-Bahn. Damit gibt es in Nürnberg eine S-Bahn-Linie, welche regulär auf einer Hochgeschwindigkeitsstrecke verkehrt und bis zu 300 km/h schnellen ICE begegnet. Zum Fahrplanwechsel 2021 nahm zudem die Linie S6 nach Neustadt an der Aisch ihren Betrieb auf. Ein weiterer Ausbau ist geplant und wird aktuell im Rahmen des Ausbauprogramms S-Bahn Nürnberg (AuSbauNü) untersucht.

### Mitteldeutschland (Leipzig/Halle)

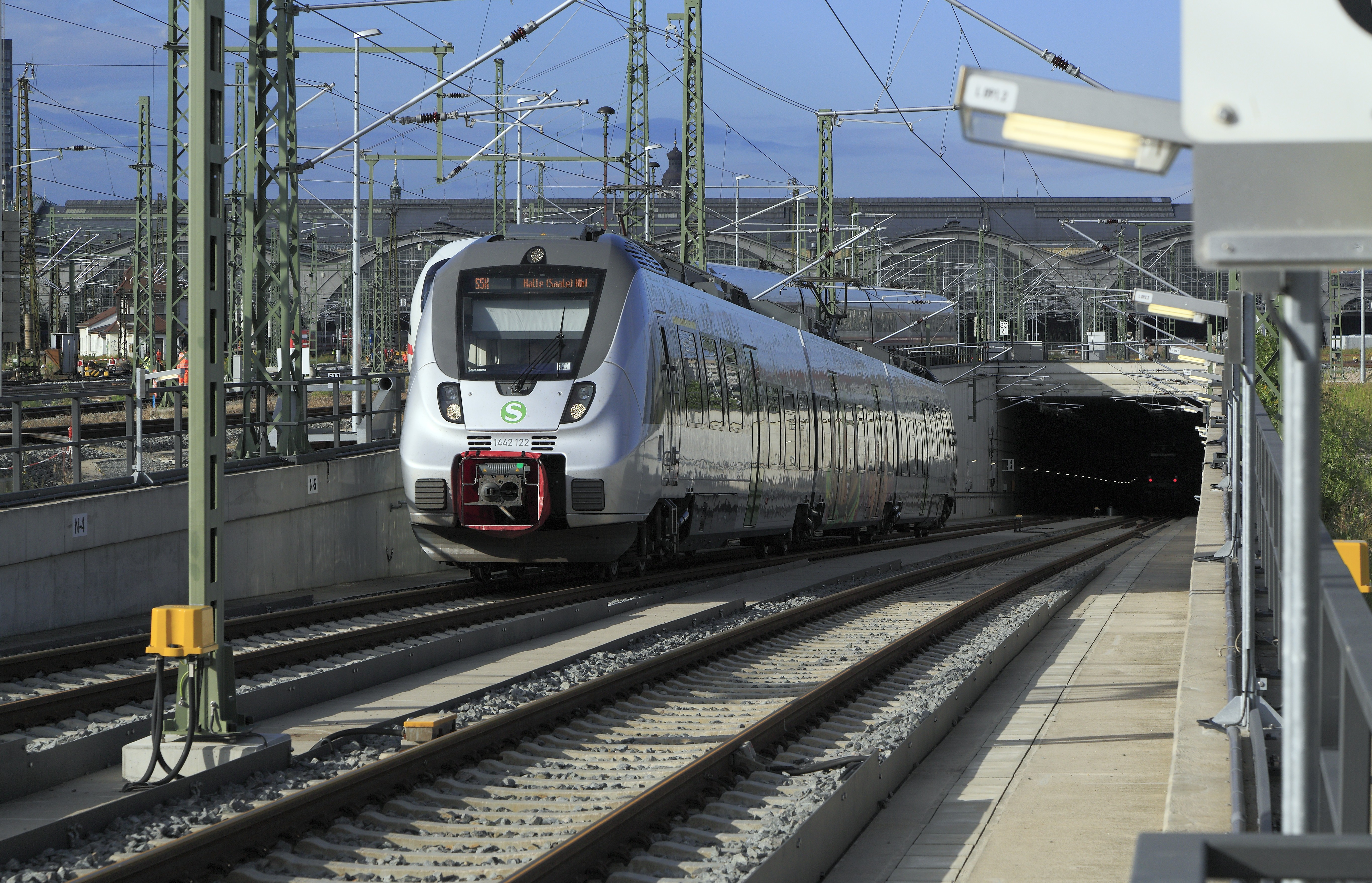
Talent 2 der S-Bahn Mitteldeutschland

Die erste Betriebsstufe der S-Bahn Mitteldeutschland ging im Dezember 2013 zeitgleich mit der Eröffnung des Leipziger City-Tunnels in Betrieb. Das neue Netz, das von Leipzig und Halle/Saale ausgehend unter anderem bis Wurzen, Zwickau und sogar Hoyerswerda reicht, ersetzte die bis dahin bestehende S-Bahn Leipzig-Halle. Die erste Ausschreibung gewann die Deutsche Bahn im September 2010. Zum Einsatz kommen 51 Elektrotriebzüge vom Typ Bombardier Talent 2. Die Züge fahren im 30-Minuten-Grundtakt, durch Linienüberlagerungen ergibt sich im Leipziger City-Tunnel ein 5-Minuten-Takt. Mit Inbetriebnahme der zweiten Betriebsstufe Ende 2015 fuhren erstmals S-Bahnen von Leipzig nach Dessau. Im Dezember 2017 wurden die bisherigen Regionalbahnlinien von Halle/Saale nach Lutherstadt Wittenberg sowie nach Eilenburg in das S-Bahn-Netz einbezogen. Ebenfalls integriert wurden 2021 die Regionalbahnlinie nach Lutherstadt Eisleben und 2024 die Linie von Halle nach Querfurt. Die Linie S7 wird von Abellio Rail Mitteldeutschland betrieben, alle anderen von DB Regio Südost.
In Leipzig wurde die S-Bahn am 12. Juli 1969 eröffnet. Kern des Netzes war ein Rundkurs, der von Gaschwitz südlich der Stadt über zwei Äste im Osten und Westen zum Hauptbahnhof führte. 1974 wurde der Vorortverkehr nach Wurzen in das S-Bahn-Netz einbezogen. Zwischen 1977 und 1980 wurde das Netz etappenweise um eine Strecke zur Miltitzer Allee in ein Neubaugebiet verlängert. In Halle wurde 1969 eine Strecke in das Neubaugebiet Halle-Neustadt eröffnet, die im Dezember 1970 elektrifiziert wurde. Die Züge verkehrten als Schnellbahnverkehr Halle von Halle-Dölau im Nordwesten über Halle-Neustadt in einem Bogen südlich der Stadt über den Hauptbahnhof nach Halle-Trotha im Norden. Der Takt in beiden Netzen betrug 20 Minuten im Berufsverkehr, der zu anderen Zeiten meist auf 40 bis 60 Minuten ausgedünnt wurde. Nach Wurzen gab es keinen Takt, die Züge verkehrten bedarfsabhängig zwischen fünf zur Stunde 6 und einer vormittäglichen Lücke von fast zwei Stunden. Sämtliche Personenzüge, die die Strecke befuhren, wurden in den S-Bahn-Tarif einbezogen. In Leipzig wurden nach 1995 die Strecken nach Borna und Altenburg in das S-Bahn-System einbezogen. Die Verbindung von Halle und Leipzig, auf der es seit langem einen verdichteten Regionalverkehr gab, wurde 2004 zur S-Bahn Leipzig-Halle aufgewertet. 2002 wurde der Personenverkehr auf den früheren S-Bahn-Strecken von Halle-Dölau nach Halle-Nietleben und von Leipzig-Plagwitz nach Markkleeberg-Gaschwitz eingestellt.

### Rostock
Die S-Bahn Rostock entstand mit dem Bau neuer Wohngebiete. 1970 wurden eine Strecke ins Wohngebiet Lütten Klein eröffnet und der S-Bahn-Tarif eingeführt, nachdem es bereits vorher einen speziellen Vororttarif für Fahrten zwischen Rostock und Warnemünde gegeben hatte. Offiziell ging die Rostocker S-Bahn im September 1974 in Betrieb, nachdem die Strecke nach Warnemünde verlegt wurde und auch über Lütten Klein verkehrte. Die Linie wird, als S 1 durchgehend im 15-Minuten-Takt betrieben, im Berufsverkehr verkehrt sie alle 7,5 Minuten.
In den Jahren nach 1990 wurden die nur stündlich befahrenen Linien zum Rostocker Seehafen (S3) und nach Güstrow (S2) über Schwaan in das S-Bahn-Netz mit einbezogen. Als Resultat einer Ausschreibung gehört seit 2012 die Verbindung nach Güstrow über Laage als neue S3 zum Netz.
Aktuell sind alle Züge nach Warnemünde durchgebunden.
Eingesetzt werden Elektrotriebzüge vom Typ Talent 2 auf allen drei Linien. Der Personenverkehr auf der S-Bahn-Strecke nach Rostock Seehafen Nord hingegen wurde 2012 eingestellt.

### Mittelelbe
Die S-Bahn Magdeburg ging im September 1974 in Betrieb. Sie durchquert Magdeburg in Nord-Süd-Richtung. Anders als bei den anderen Betrieben in der DDR verkehrten die Züge hier nicht im Takt, sondern nur annähernd alle halbe Stunde. Im Fahrplan 2011 verkehrten die S-Bahnen nur noch montags bis freitags im Stundentakt, doch durch Integration der ebenfalls stündlich verkehrenden Regionalbahnen wurde 2014 wieder ein 30-Minuten-Takt hergestellt und es erfolgte die Umbenennung in S-Bahn Mittelelbe.
Die Neuausschreibung des Elektronetzes Nord sieht lediglich die Relation Schönebeck-Salzelmen–Magdeburg–Zielitz(–Stendal–Wittenberge) als S-Bahn vor. Für die Relation Braunschweig–Magdeburg–Burg(–Genthin) (zurzeit RB 40) wird eine Bezeichnung als S-Bahn erwogen.

### Dresden

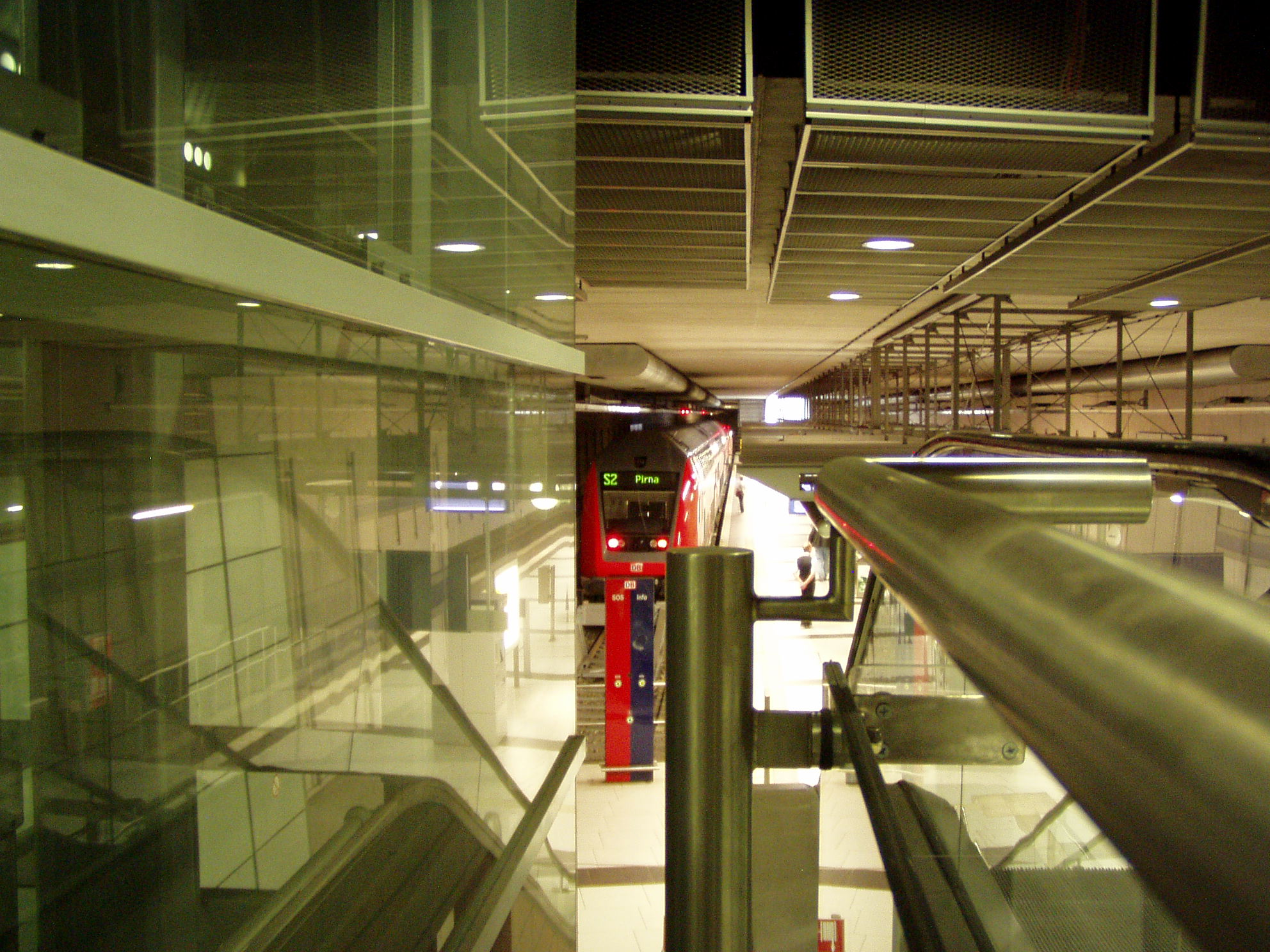
Tunnelstation Dresden-Flughafen

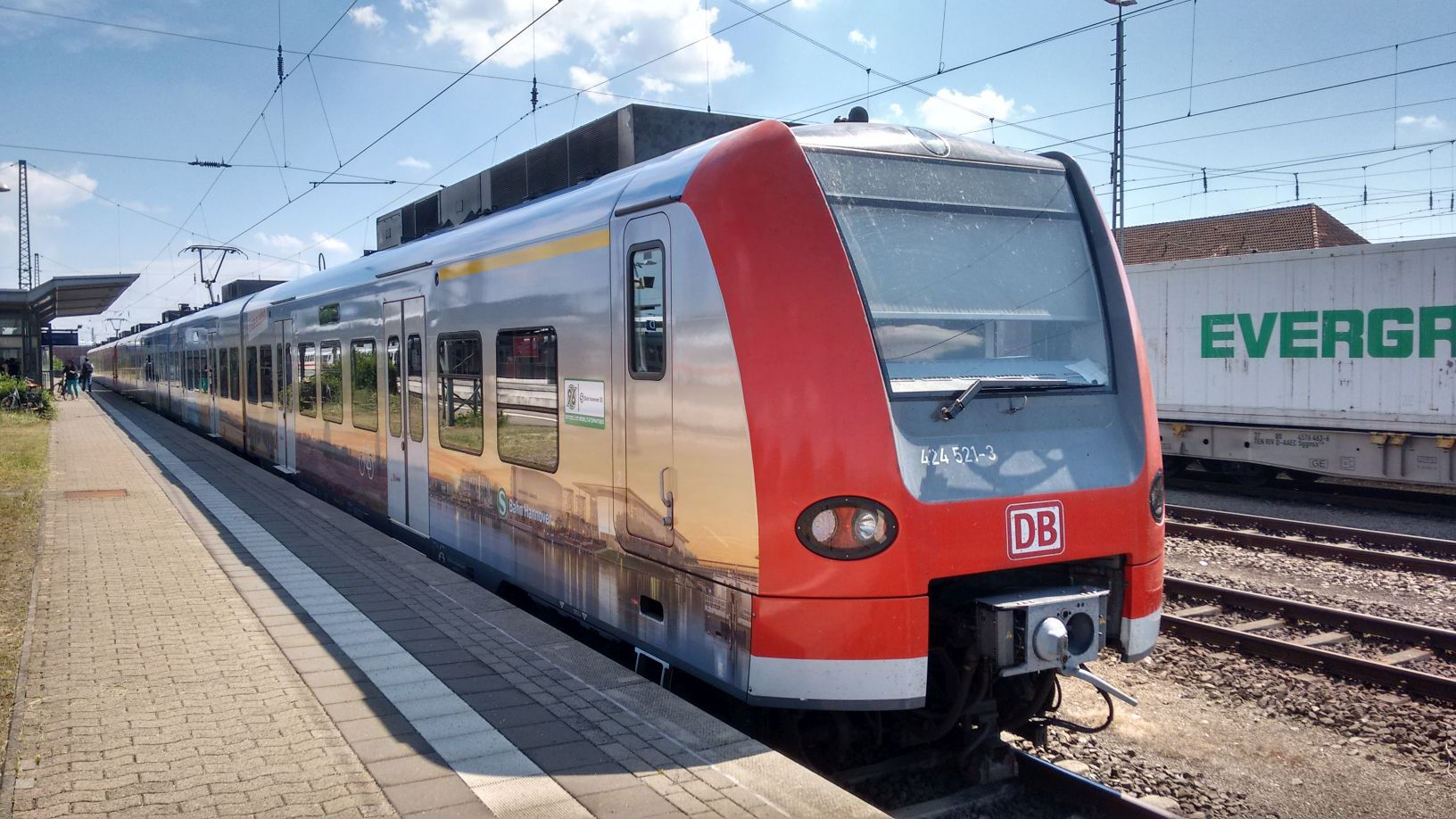
DB 424-521 der S-Bahn Hannover

In Dresden wurde 1974 der S-Bahn-Tarif für eine Reihe von Strecken in der Stadt und im Umland eingeführt, offiziell wurde das Netz erst 1992 als S-Bahn Dresden bezeichnet. Die S-Bahn wird weiter ausgebaut. Die Strecke nach Pirna wurde mit einem eigenen Gleiskörper ausgestattet, auf der Strecke nach Meißen ist der Ausbau weitestgehend abgeschlossen. Neu gebaut wurde der Anschluss zum Flughafen.
Im Jahr 2007 erhielt die S-Bahn Dresden 53 neue Doppelstockwagen. Aus der Ausschreibung des Netzes ging DB Regio als Sieger hervor. Der Vertrag läuft von 2010 bis 2027. DB Regio wird die S-Bahn weiterhin mit lokbespannten Doppelstockzügen betreiben. Seit dem 15. August 2011 werden neue Lokomotiven der Baureihe 182 eingesetzt, um vor allem die Linie S 1 zu beschleunigen. Diese wurden 2019 durch die Baureihe 146.0 abgelöst. Die Linien verkehren im 30-Minuten-Takt, durch Linienüberlagerung wird montags bis freitags zwischen Dresden-Neustadt und Pirna in Richtung Pirna ein 10/20-Minuten-Takt und in Richtung Dresden ein 12/18-Minuten-Takt hergestellt.

### Hannover
Die S-Bahn Hannover wurde aus Anlass der Expo 2000 im Jahr 2000 eingeführt. Im Dezember 2008 wurde das Liniennetz ergänzt. Das Netz besteht nunmehr aus sieben regulären Linien, zwei Express-Linien zur HVZ und einer Bedarfslinie, die bei Großmessen eingesetzt wird. Die Linien verkehren in einem Takt von 30 und 60 Minuten. Durch Überlagerung von Linien entsteht auf den meisten Streckenabschnitten ein Takt von 30 Minuten oder kürzer. Betreiber war zunächst DB Regio. Im Dezember 2021 wurden die ersten Linien von Transdev Hannover übernommen, die seit Juni 2022 das Netz vollständig betreiben.

### Rhein-Neckar
Die S-Bahn Rhein-Neckar wurde 2003 mit vier Linien eingeführt. Im Dezember 2009 und Juni 2010 wurde das Netz um jeweils eine Linie vergrößert. Es erstreckt sich auf die Länder Baden-Württemberg, Rheinland-Pfalz, Saarland und Hessen. Die sechs Linien verkehren in einem 60-Minuten-Takt. Durch überlagernde Linienführungen ergibt sich im Kernbereich ein halbstündliches Taktangebot. Auf der gemeinsamen Stammstrecke zwischen Schifferstadt und Heidelberg fahren stündlich vier S-Bahnen, jedoch nicht in einem reinen 15-Minuten-Takt. DB Regio hatte die Ausschreibung zum Betrieb der S-Bahn gewonnen, der Vertrag läuft bis 2033.
Von der S-Bahn Rhein-Neckar sind die Regiostadtbahnen der Stadtbahn Karlsruhe zu unterscheiden. Die Linien-Bezeichnungen für diese überregionalen Stadtbahnlinien enthalten den Buchstaben „S“, und es wird das grüne S-Bahn-Logo verwendet. Die Stadtbahn Karlsruhe benutzt Straßenbahngleise unter 750 Volt Gleichspannung, ehemalige Eisenbahnstrecken, die mit 750 Volt Gleichspannung ausgerüstet wurden, und Bahngleise der DB, die mit 15 Kilovolt Wechselspannung betrieben werden.

### Bremen

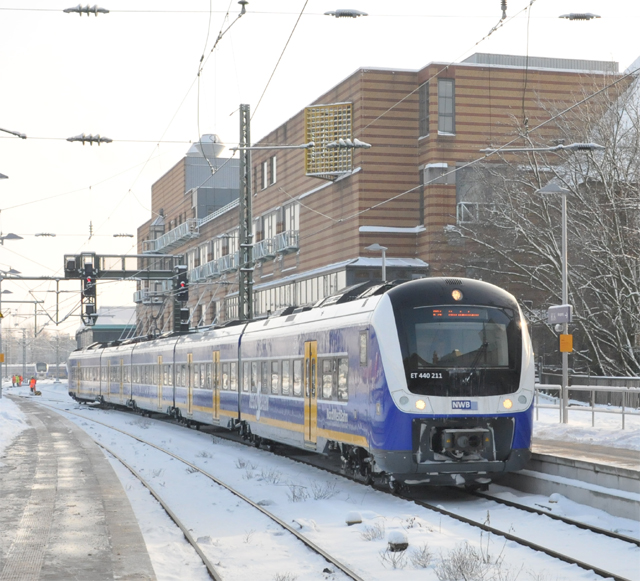
Regio-S-Bahn Bremen/Niedersachsen

Das erste Regio-S-Bahn-Netz ist seit Dezember 2010 die Regio-S-Bahn Bremen/Niedersachsen. Mit ihrer Einführung erhielt das letzte Ballungsgebiet in Deutschland eine S-Bahn. Das Netz verbindet Bremen mit den umliegenden Städten Bremerhaven, Delmenhorst, Twistringen, Nordenham, Oldenburg sowie Verden (Aller), startete zunächst mit drei Linien, wurde im Dezember 2011 um eine vierte Linie und im Dezember 2022 nochmal um zwei weitere Linien ergänzt. Die RS1 ist hierbei die Hauptlinie des S-Bahn-Netzes, die zwischen Bremen Hauptbahnhof und Bremen-Vegesack in der Hauptverkehrszeit im 15-Minuten-Takt verkehrt. Die anderen Linien werden in der Regel im 60-Minuten-Takt bedient, die sich abschnittsweise zu einem 30- oder 15-Minuten-Takt verdichten. Hinzu kommen noch einzelne Verstärkerfahrten während der Hauptverkehrszeit. Die Ausschreibung zum Betrieb des Netzes gewann die NordWestBahn. Es ist damit das erste elektrische S-Bahn-Netz, das nicht von der DB betrieben wird. Die Laufzeit des Vertrages ist von 2010 bis 2021 und wird in einem neuen Vertrag bis 2036 ebenfalls von der NordWestBahn betrieben.

### Freiburg / Breisgau
Die Breisgau-S-Bahn wird durch die Südwestdeutsche Verkehrs-Aktiengesellschaft (SWEG) und die DB Regio AG mit sechs Linien in einem Netz von 237 Kilometern rund um Freiburg bedient. Die Bahnen verkehren überwiegend im 30-Minuten-Takt. Das Netz soll mit Fertigstellung des 4. Gleises durch die Rheinebene noch zwei weitere Linien (eine bis nach Frankreich) bekommen und 237 Kilometer lang werden.

### Ausländische Netze mit Verkehr in Deutschland
Die Schweizerischen Bundesbahnen (SBB) betreiben seit 2003 mit ihrer deutschen Tochtergesellschaft SBB GmbH die beiden Linien der S-Bahn Basel im Wiesental zwischen Weil am Rhein und Steinen (S 5) sowie zwischen Basel und Zell im Wiesental (S 6). Durch Überlagerung beider Linien ergibt sich zwischen Lörrach-Stetten und Steinen ein 15-Minuten-Takt. Die SBB setzten Stadler-Flirt-Triebzüge ein. Die bis 2007 als Regio-S-Bahn-Linien S 4 (Rheintalbahn) und S 7 (Hochrheinbahn) bezeichneten Regionalzüge der Deutschen Bahn waren weder als S-Bahn gekennzeichnet, noch im deutschen Kursbuch als solche benannt.
Zwei Linien der S-Bahn Zürich bedienen badisches Gebiet. Die Linie S9 führt über das badische Jestetten ins schweizerische Schaffhausen und die Linie S 36 kommt von Bülach und fährt über den Rhein nach Waldshut. Betreiberin ist die Thurbo, eine Tochtergesellschaft der SBB, die ausschließlich Stadler-GTW-Triebzüge einsetzt. Ebenfalls nach Waldshut führt die Linie S 27 der S-Bahn Aargau. Seit 2015 bedient die S-Bahn Schaffhausen Jestetten, Erzingen sowie Singen.
Die Linien S 2 und S 3 der S-Bahn Salzburg der Österreichischen Bundesbahnen (ÖBB) fahren von Salzburg nach Freilassing (Endpunkt der S 2) und weiter zum Bahnhof Bad Reichenhall. Eingesetzt werden Elektrotriebzüge der Typen Bombardier Talent und Siemens Desiro ML. Die Linie S 2 sollte bereits seit 2014 zusätzlich von Salzburg nach Freilassing fahren, dies war aber erst nach dem dreigleisigen Ausbau der Strecke Salzburg–Freilassing möglich. Zum Netz der S-Bahn Salzburg gehört auch die von der Bayerischen Regiobahn betriebene S 4 von Berchtesgaden über Bad Reichenhall und Freilassing nach Salzburg.
Seit 2011 verkehrt zudem die Linie S 1 der S-Bahn Vorarlberg von Bludenz über Bregenz nach Lindau. Des Weiteren führt die Linie S 14 der S-Bahn St. Gallen von Weinfelden nach Konstanz.
Die S-Bahn Lüttich verkehrt mit ihrer Linie S41 bis nach Aachen Hbf. Seit Dezember 2024 wird diese Linienbezeichnung auch in Deutschland verwendet, wo die Züge bislang als RE 29 verkehrten.

### Regio S-Bahn Ortenau
Die Regio S-Bahn Ortenau wird von der SWEG im Raum Offenburg betrieben und wurde zum Fahrplanwechsel 2024 eingeführt. Es werden sechs hauptsächlich von Offenburg ausgehende Strecken bedient, auch nach Straßburg. Die Züge fahren in der Regel in einem Takt von 30 Minuten nach Hausach und Straßburg. Die anderen Linien werden im 60-Minuten-Takt betrieben. Zuvor wurde das Netz mit Dieseltriebwagen betrieben und als Ortenau-S-Bahn bezeichnet.

### Regio-S-Bahn Donau-Iller
In der Region Donau-Iller sowie einem Teil der Region Ostwürttemberg befindet sich die Regio-S-Bahn Donau-Iller in der Realisierung. Neben der Einführung einer S-Bahn-ähnlichen Taktung auf neun bestehenden Bahnstrecken ist die Realisierung von diversen Streckenausbauten sowie die Neuerrichtung oder Wiedereröffnung von mehreren Bahnstationen geplant. Seit Dezember 2020 werden die Regionalbahnlinien von Ulm nach Memmingen und Weißenhorn offiziell als „Regio-S-Bahn“ bezeichnet.

### Projekt „S-Bahn Münsterland“
In Münster wurde am 2. Dezember 2019 die S-Bahn Münsterland vorgestellt, sie soll bis zum Jahr 2030 verwirklicht werden und das Münsterland, Osnabrück und den westlichen Teil Ostwestfalen-Lippes (Stadt Bielefeld und die Kreise Gütersloh, Paderborn und Soest) besser vernetzen. Dabei soll Münster als Dreh- und Angelpunkt dienen. Für die Umsetzung sollen sowohl bestehende Strecken, als auch neue Strecken genutzt werden. Ziel ist eine Taktfrequenz von 20 bis 30 Minuten. Durch die Einführung dieses Netzes wird Bielefeld den Titel größte deutsche Stadt ohne S-Bahn an Aachen abgeben.

### Projekt „S-Bahn Konstanz-Kreuzlingen“
Um die binationale Agglomeration Konstanz-Kreuzlingen vom motorisierten Individualverkehr zu entlasten, ist der Bau einer S-Bahn Konstanz-Kreuzlingen vorgesehen. Eine Straßenbahn oder eine Stadtbahn würde den größten Nutzen erzielen, aber die hohen Kosten für die Infrastruktur stellen deren Realisierbarkeit in Frage. Seit dem Fahrplanwechsel im Dezember 2022 wird der „Seehas“ zwischen Engen und Konstanz in den Fahrplanmedien als S6 bezeichnet.

### Projekt „S-Bahn Kiel“
Auf den fünf von Kiel ausgehenden Bahnstrecken soll die S-Bahn Kiel eingerichtet werden. Endpunkte sind Schönberger Strand, Preetz, Neumünster, Rendsburg und Eckernförde. Die Züge sollen zusätzlich zu den Regional-Express-Linien verkehren und ersetzen zum Teil bestehende Regionalbahnlinien. Das Projekt wird stufenweise realisiert. Bis 2027 wird nach Streckenreaktivierungen und Einrichtung zusätzlicher Haltepunkte auf allen Verbindungen ein stündliches Regionalbahnangebot vorhanden sein. Die vollständige Umsetzung mit dem weiteren Ausbau der Infrastruktur zur Taktverdichtung und besseren Erschließung der Fläche durch weitere Haltepunkte ist nach 2030 vorgesehen.

### Projekt „S-Bahn Ostwestfalen“
In der Region Westfalen-Lippe soll die S-Bahn Ostwestfalen (kurz S-Bahn OWL) entstehen. Geplant ist, das Projekt bis 2040 umzusetzen. In Planung sind derzeit 13 Linien. Es sollen unter anderem die Fernbahnhöfe Bielefeld Hbf, Gütersloh Hbf, Hamm Hbf, Münster Hbf, Osnabrück Hbf sowie Paderborn Hbf angefahren werden.

### Projekte „Regio-S-Bahn“ in Bayern
Im Freistaat Bayern werden um die Großstädte Regensburg und Würzburg Regio-S-Bahn-Netze konzeptioniert. Weitere Regionen, wie Augsburg und Ingolstadt sollen folgen.

### Projekt „Regio-S-Bahn“ in Thüringen
Im Freistaat Thüringen wird als langfristiges Ziel die Entwicklung einer Regio-S-Bahn Thüringen entlang der Thüringer Städtekette verfolgt.

### Karlsruhe
Die Stadtbahn Karlsruhe benutzt Straßenbahngleise bei 750 Volt Gleichspannung, ehemalige Eisenbahnstrecken, die mit 750 Volt Gleichspannung ausgerüstet wurden, und Bahngleise der DB, die mit 15 Kilovolt 16,7 Hertz Wechselspannung betrieben werden. Die Züge befahren in der Innenstadt den Stadtbahntunnel und das weitgehend mit besonderem Bahnkörper ausgestattete Straßenbahnnetz. An Systemwechselstellen wie z. B. am Albtalbahnhof oder am Bahnhof Karlsruhe-Durlach wechseln die Züge auf das Eisenbahnnetz und fahren beispielsweise über Bretten und Heilbronn nach Öhringen (Stadtbahn Heilbronn) oder über Pforzheim bis Bad Wildbad. In Karlsruhe wurden erstmals Zweisystem-Stadtbahnwagen eingesetzt. Die erste derartige Linie wurde am 25. März 1992 eröffnet (Linie B Karlsruhe–Bretten, die heutige Linie S4). Die Linien-Bezeichnungen für diese überregionalen Stadtbahnstrecken enthalten auch den Buchstaben „S“, und es wird das grüne S-Bahn-Logo verwendet. Nicht zu verwechseln sind die Karlsruher Stadtbahnen aber mit der Linie S3 der S-Bahn Rhein-Neckar, die Karlsruhe ebenfalls anfährt und dort endet.

## Fahrzeuge

### Baureihen 480, 481, 483, 485
Bei der Berliner S-Bahn werden die gleichspannungsgetriebenen S-Bahn-Baureihen 480, 481/482, 483/484 und 485/885 eingesetzt.
Von der Baureihe 485/885 wurden von der Deutschen Reichsbahn in den Jahren 1987 und 1990 bis 1992 170 Viertelzüge bestellt. Ein Viertelzug besteht aus einem Triebwagen mit Führerstand (Baureihe 485) und einem Beiwagen (Baureihe 885). Im Jahr 2003 hat die S-Bahn Berlin mit der Ausmusterung der Baureihe begonnen.
Die Baureihe 480 wurde angeschafft, nachdem die BVG am 9. Januar 1984 den Betrieb der S-Bahn in West-Berlin übernommen hatte. Die Baureihe 480 kann als Viertelzug eingesetzt werden, da bei ihr jeder Wagen einen Führerstand besitzt. Ab 1990 wurden 45 Viertelzüge geliefert. Eine zweite Lieferung erfolgte in den Jahren 1992 bis 1994 mit 40 Viertelzügen für die DR.
Die Baureihe 481/482 wurde von der 1995 gegründeten S-Bahn Berlin GmbH bestellt. 500 Viertelzüge dieser Baureihe wurden in den Jahren 1996 bis 2004 geliefert. Der Triebwagen mit dem Führerstand (Baureihe 481) ist mit dem anderen Triebwagen (Baureihe 482), der lediglich einen Rangierführerstand aufweist, durch einen Übergang verbunden.
Zwei Viertelzüge bilden einen Halbzug, drei einen Dreiviertelzug und vier einen Vollzug. Eine größere Zugbildung als der Vollzug ist auf Grund der Bahnsteiglängen nicht möglich. Im Liniendienst können Züge nur aus Fahrzeugen der gleichen Baureihe gebildet werden. Bei den Baureihen 481 und 485 ist die kleinste mögliche Zugbildung der Halbzug, lediglich bei der Baureihe 480 besteht die kleinste einsetzbare Fahrzeugeinheit aus zwei Wagen.

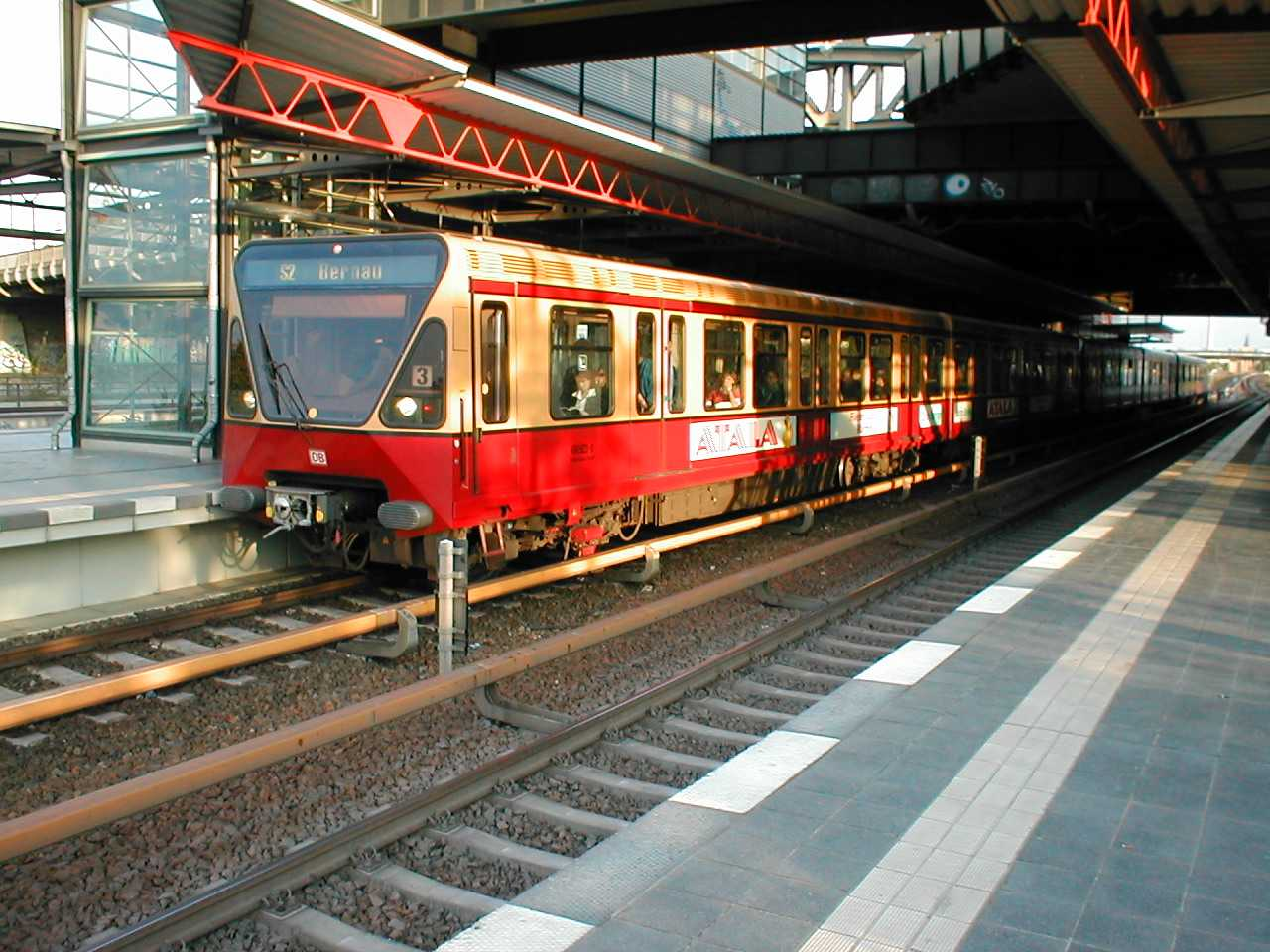
Baureihe 480
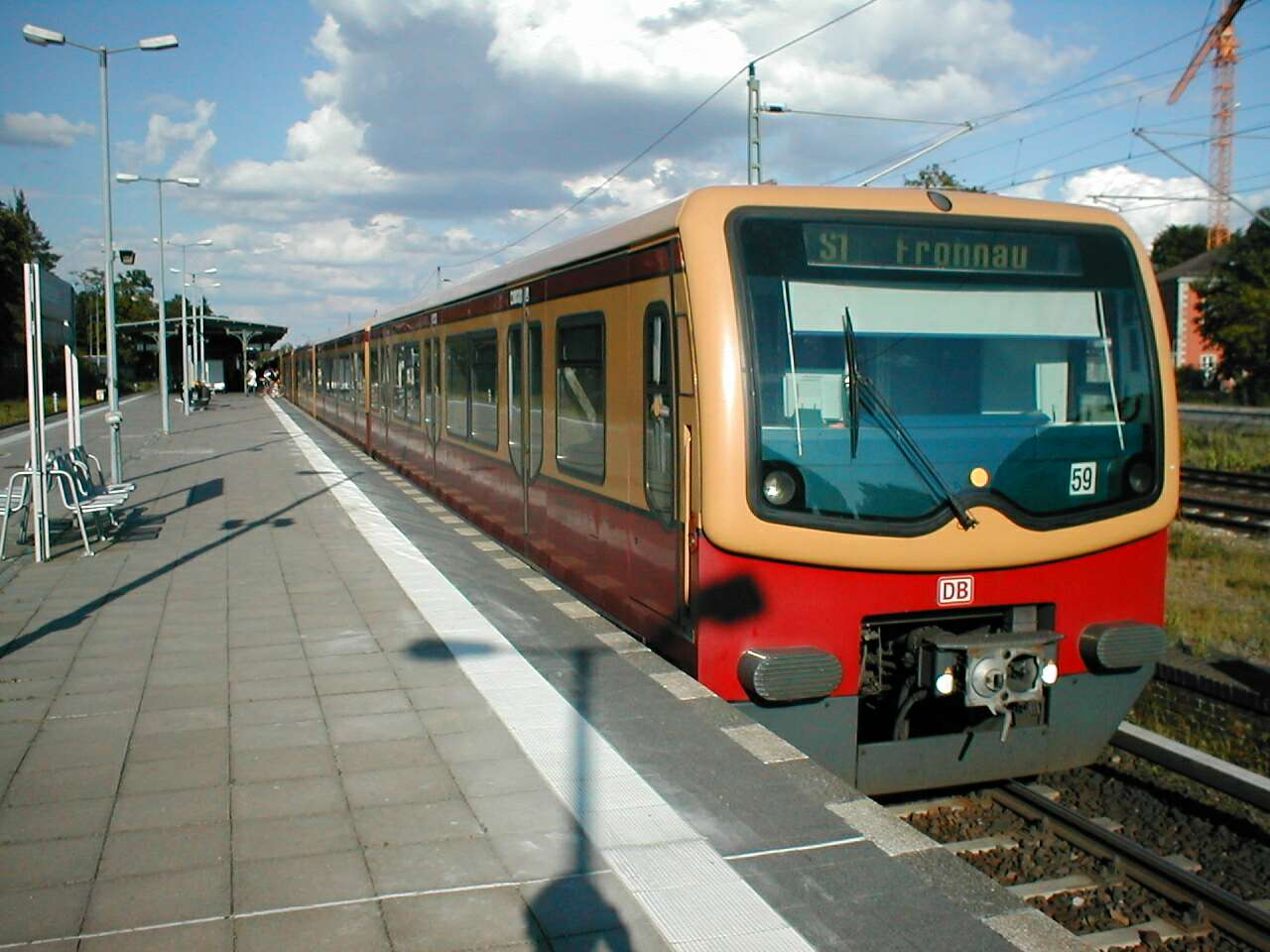
Baureihe 481/482
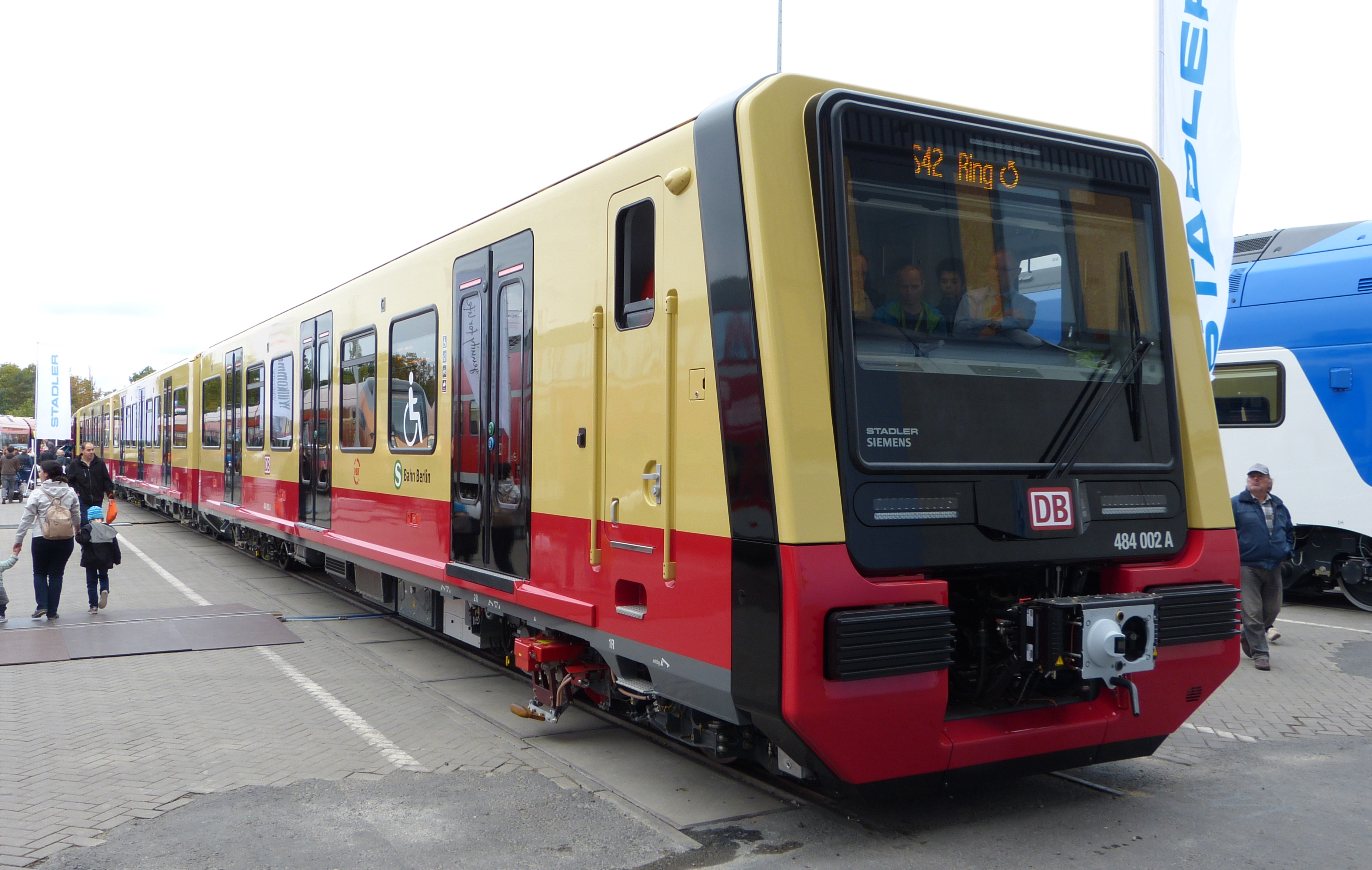
Baureihe 483/484
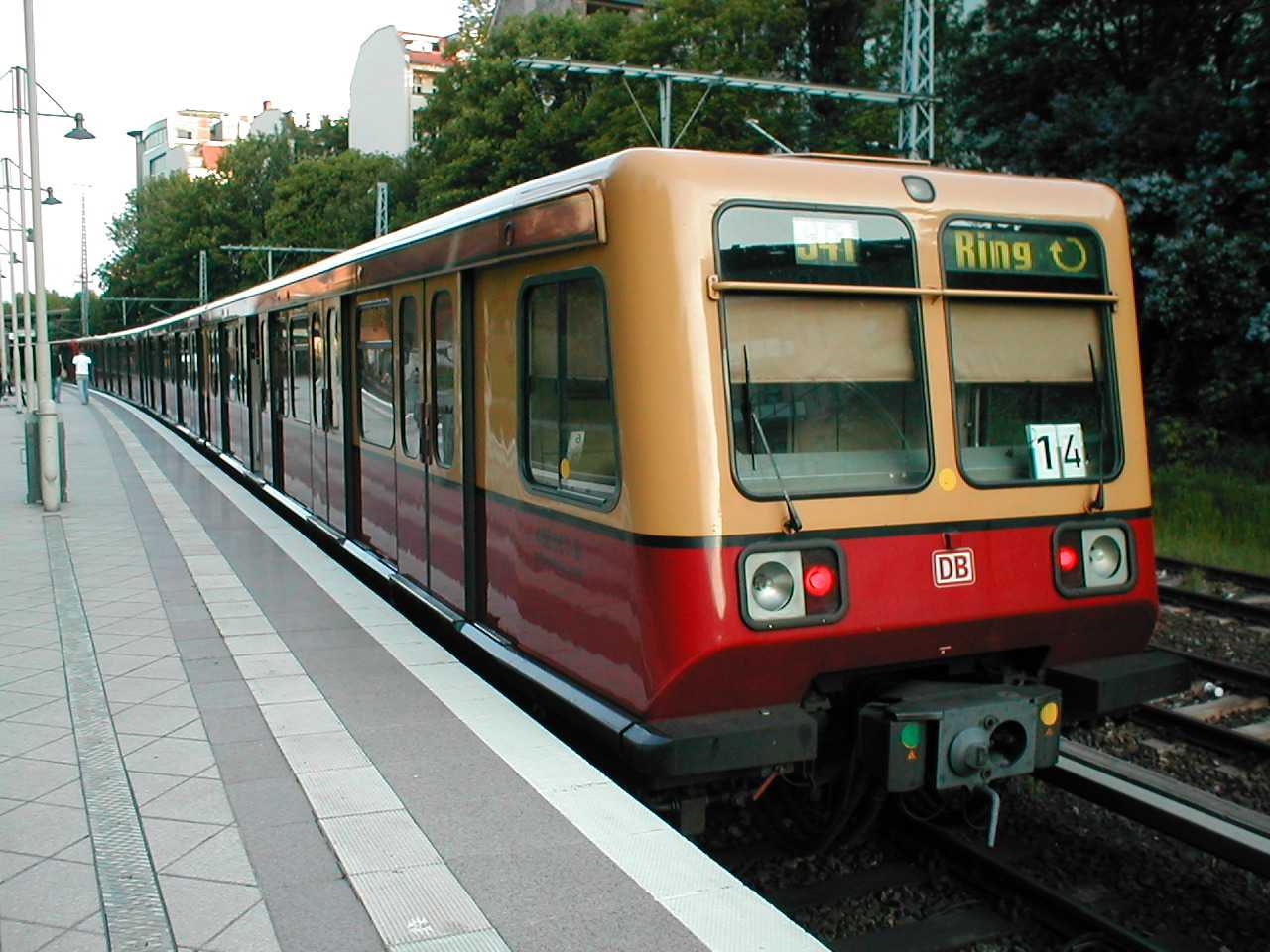
Baureihe 485/885

### Baureihen 474, 490
Die Hamburger S-Bahn setzt die Baureihen 474/874 und 490 ein. Es handelt sich um dreiteilige Triebwagen für den Einsatz im Gleichspannungsnetz.
Die erste Serie von 45 Fahrzeugen der Baureihe 474 wurde 1994 bei Linke-Hofmann-Busch bestellt und ab 1996 ausgeliefert. Die zweite Serie von 58 Fahrzeugen wurde 1996 bestellt und bis 2001 ausgeliefert. 2006 und 2007 wurde die Serie 474.3 ausgeliefert, die sich aus neun Neubaufahrzeugen und 33 umgebauten Fahrzeugen der zweiten Serie Zügen zusammensetzt. Die Fahrzeuge sind zusätzlich für Oberleitungsbetrieb mit 15 Kilovolt 16, Hertz ausgerüstet.

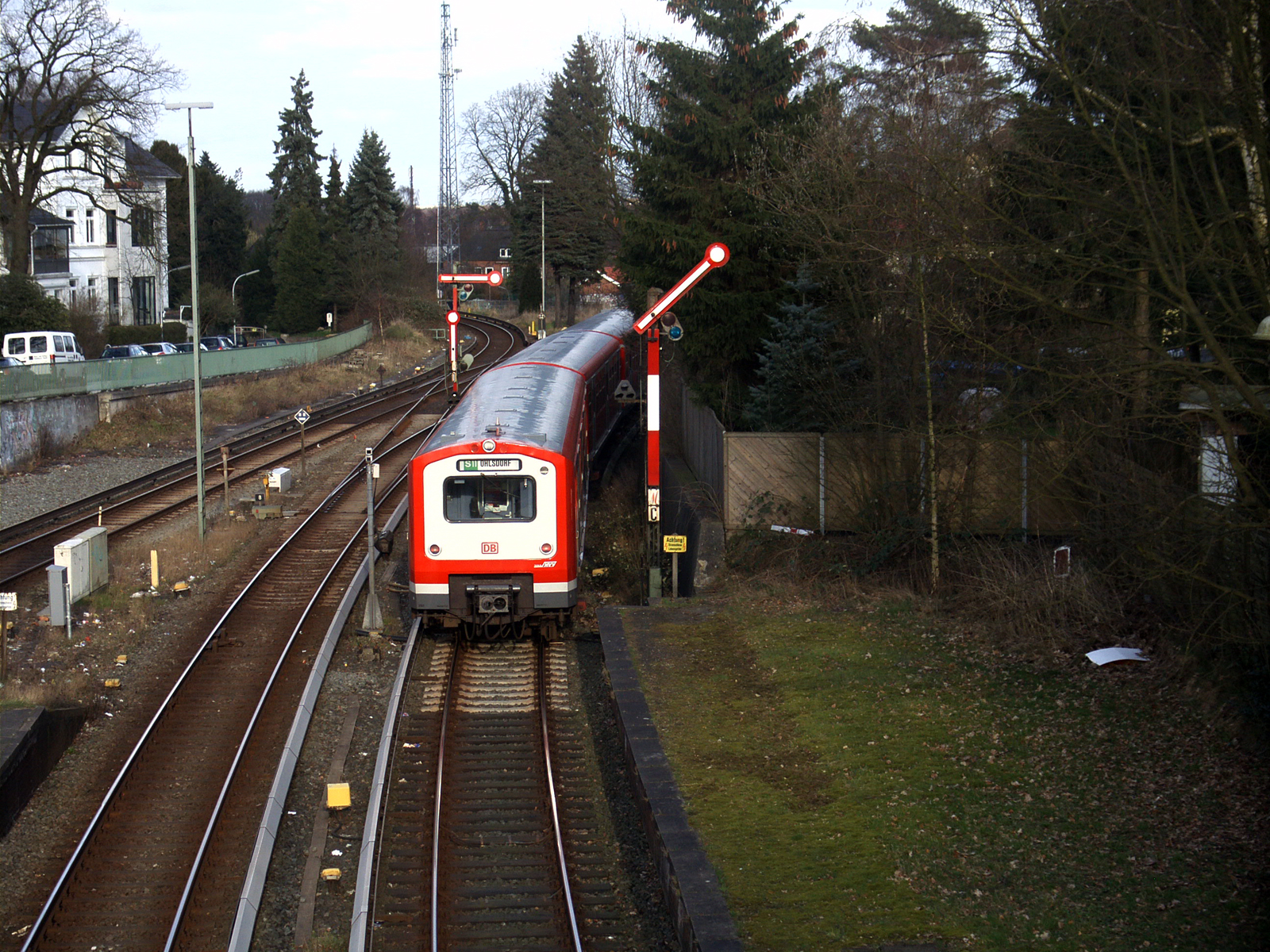
Baureihe 472 der S-Bahn Hamburg (ausgephast März 2022)
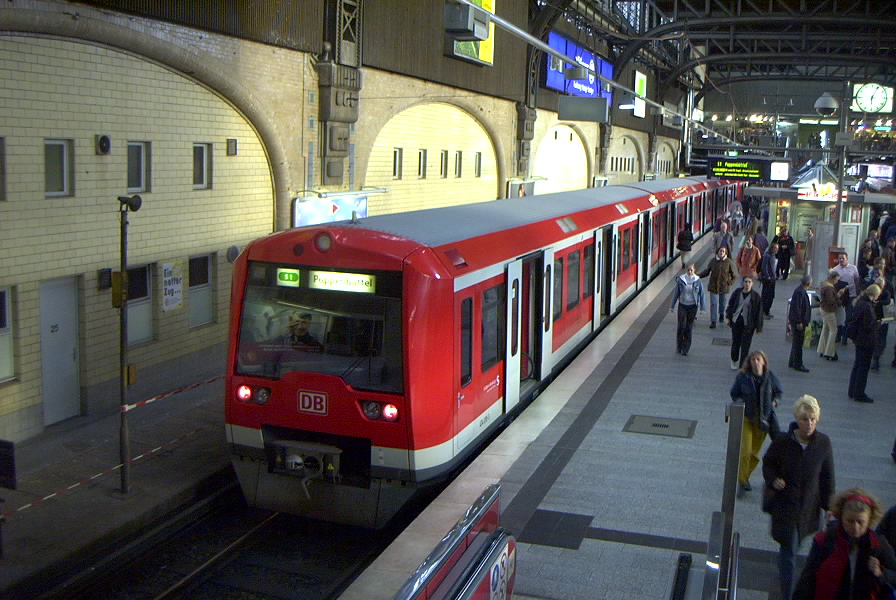
Baureihe 474 der S-Bahn Hamburg
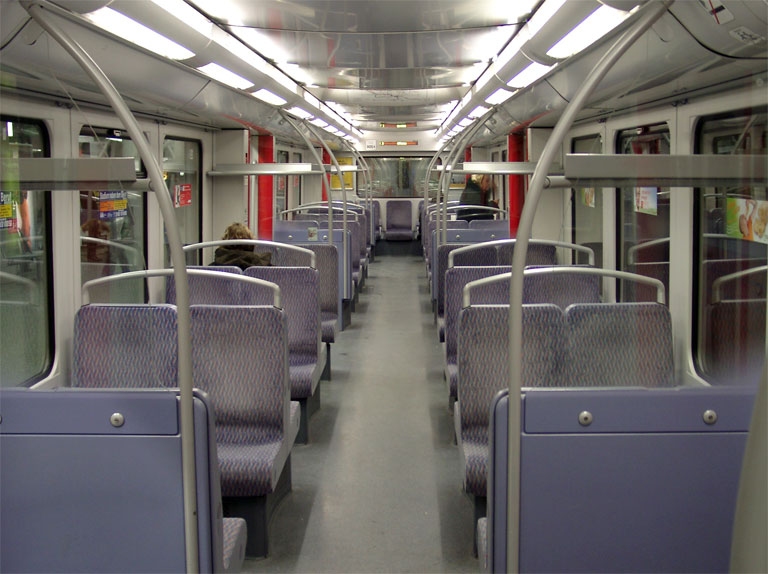
Fahrgastraum der BR 474 der ersten Generation
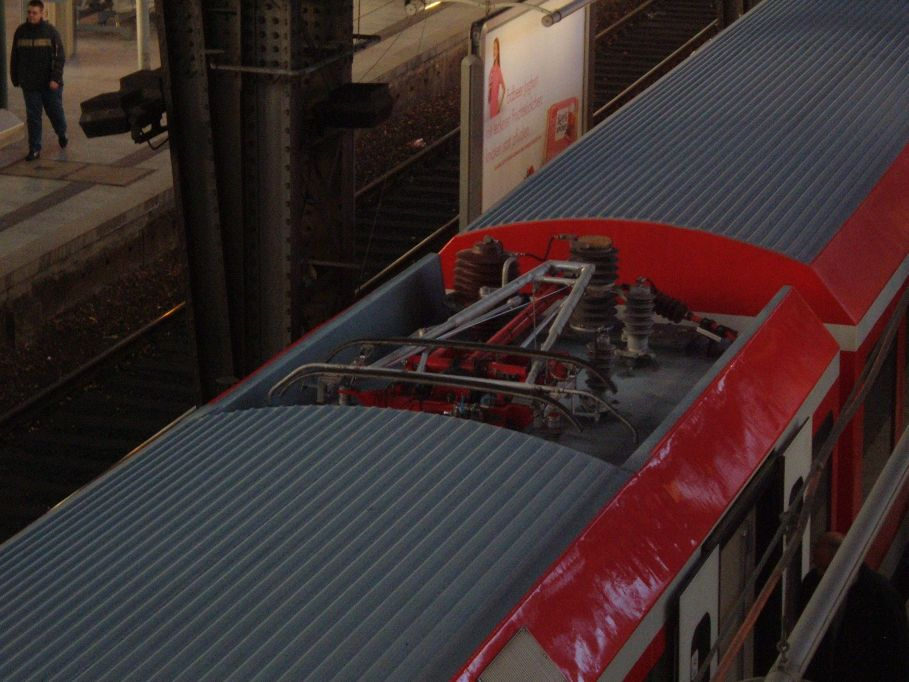
Zusätzlicher Dachstromabnehmer der Baureihe 474.3

### Baureihe 420

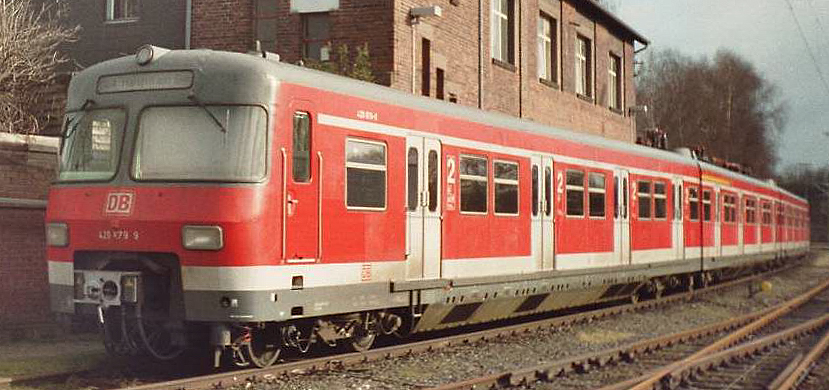
Baureihe 420 der S-Bahn Rhein-Main in verkehrsroter Lackierung

Für die Netze in München, Stuttgart, Frankfurt und Rhein-Ruhr entwickelte die Deutsche Bundesbahn Ende der 1960er Jahre den dreiteiligen Elektro-Triebzug der Baureihe 420 mit einer Fußbodenhöhe von 100 Zentimetern, der auch an 76 Zentimeter hohen Bahnsteigen halten kann. Er wurde für den Einsatz in den City-Tunneln konzipiert und hat keine Toiletten, da die damaligen offenen Toilettensysteme in den Zügen nicht für einen Tunnelbetrieb geeignet waren. Die Baureihe 420 sorgt mit vielen Türen für einen schnellen Fahrgastwechsel und hat eine hohe Beschleunigung.
Durch den polyzentrischen Betrieb waren die Linien im Rhein-Ruhr-Gebiet im Vergleich zu den anderen Netzen deutlich länger und die Fahrgastzahlen auf den einzelnen Abschnitten sehr unterschiedlich. Zudem erlaubte der aus drei untrennbaren Wagen bestehende Zug nur begrenzt unterschiedliche Zuglängen. Nach einer kurzen Einsatzzeit wurden die Fahrzeuge der Baureihe 420 daher wieder aus dem Ruhrgebiet abgezogen. Sie wurden jedoch später noch einmal bis Anfang 2009 sowie ab Dezember 2014 bei der S-Bahn Rhein-Ruhr eingesetzt.
Im Jahre 2020 kommen sie vor allem noch im Netz der S-Bahn München zum Einsatz, wo sie am Wochenende Leistungen auf den Linien S 2 und S 4 übernehmen. Werktags dagegen übernehmen sie Kurse auf der S 6 und werden auch auf den HVZ-Verstärkern der S 2 und der S 8 sowie auf der S 20 eingesetzt. Zusätzlich sind sie noch bei der S-Bahn Köln (S 12 und S 19) sowie bei der S-Bahn Rhein-Ruhr (S 68) anzutreffen.

### Lokbespannte Wendezüge

#### n-Wagen
Schon für den Ruhrnahverkehr wurden mit Diesel- oder Elektrolokomotiven bespannte Wendezüge aus n-Wagen eingesetzt, die noch lange als S-Bahnen der S-Bahn Rhein-Ruhr weitergenutzt wurden.

#### x-Wagen
Speziell für den Einsatz bei der S-Bahn Rhein-Ruhr entwickelte die Deutsche Bundesbahn mit den x-Wagen eine hochflurige Personenwagenserie im angenäherten Design der Baureihe 420, inklusive Steuerwagen. Sie besitzen Durchgänge zwischen den Wagen und sind mit Toiletten ausgestattet. Nach und nach wurden die Triebzüge der Baureihe 420 im Rhein-Ruhr-Gebiet durch lokbespannte Wendezüge ersetzt.
Bei der S-Bahn Nürnberg wurden bis 2010 ausschließlich x-Wagen-Züge eingesetzt.

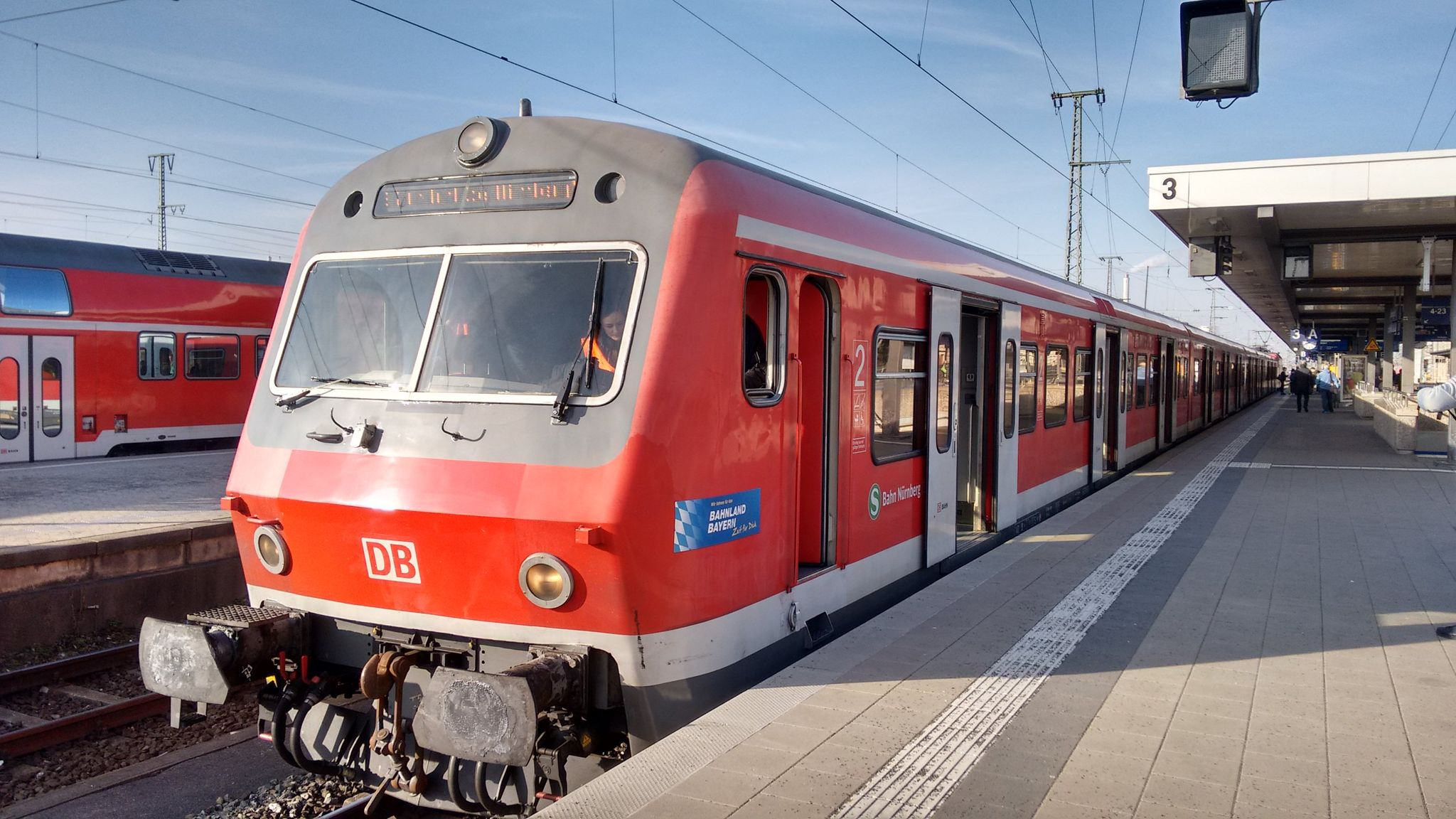
Steuer-x-Wagen S-Bahn Nürnberg
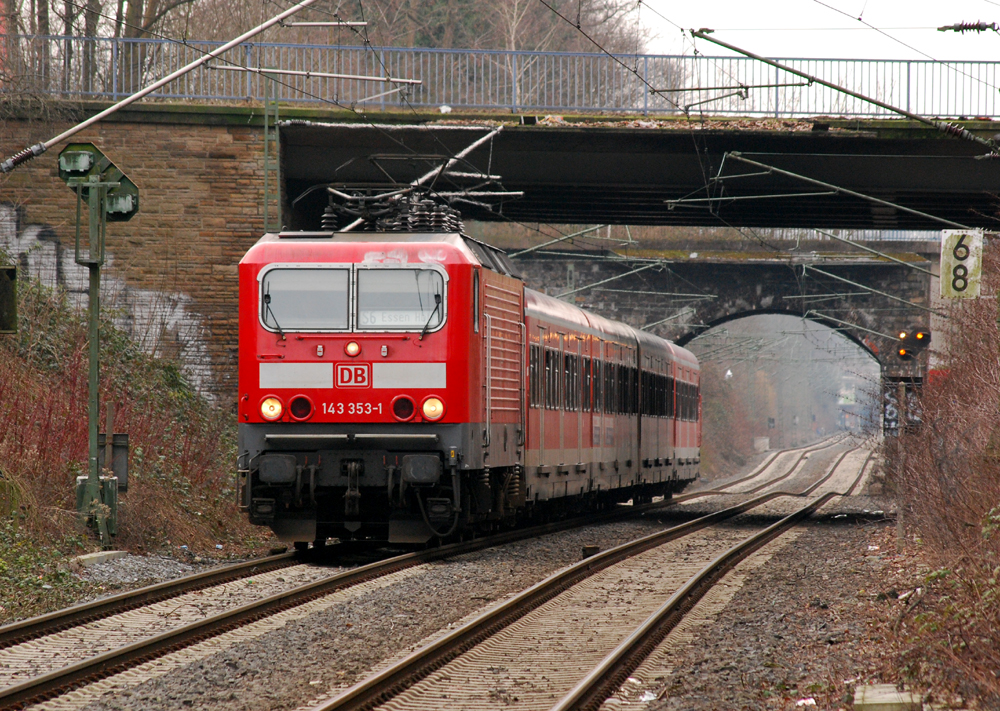
BR 143 + x-Wagen der S-Bahn Rhein-Ruhr

#### Doppelstockwagen

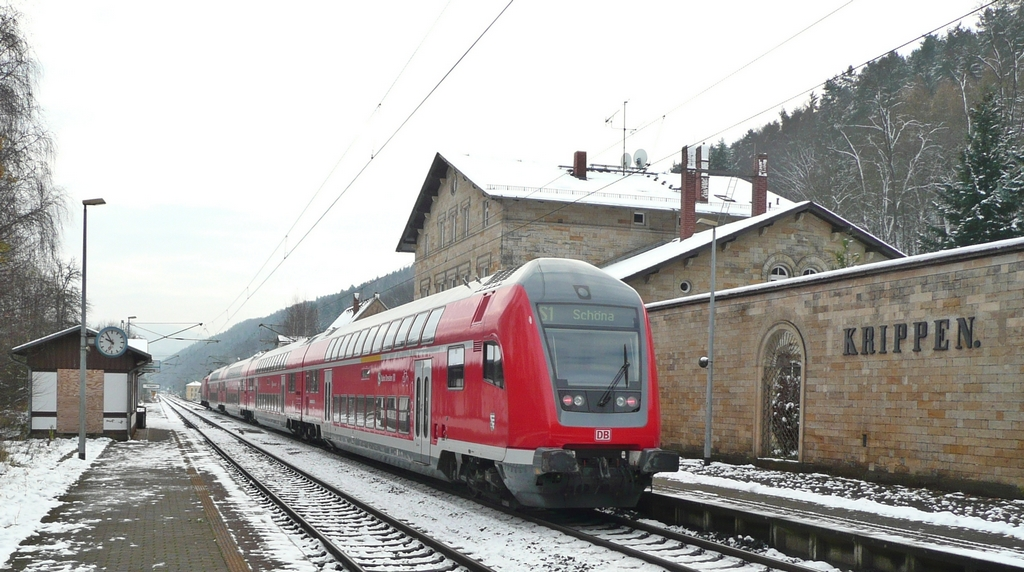
S-Bahn Dresden

Bei der S-Bahn Dresden werden mit Elektrolokomotiven bespannte Züge mit Doppelstockwagen eingesetzt. Die Netze der S-Bahnen in Magdeburg und Rostock wurden zwischenzeitlich auf Elektrotriebzüge umgestellt. Auch die S-Bahn Mitteldeutschland, die die vorher mit Doppelstockzügen betriebene S-Bahn Leipzig-Halle abgelöst hat, wird nun mit Elektrotriebzügen gefahren. Somit besitzt Dresden die letzte S-Bahn in Deutschland, deren Fuhrpark aus Doppelstockwagen besteht.

### Baureihen 422, 423, 430
Für die Nachfolge der Baureihe 420 wurde die Baureihe 423 entwickelt. Statt aus drei Wagen besteht eine Einheit bei gleicher Zuglänge aus vier kürzeren durchgängig begehbaren Wagen. Die Fahrzeuge sind mit Jakobs-Drehgestellen ausgestattet. Durch Gewichtsreduktion und Drehstrom-Antriebstechnik mit Bremsenergie-Rückführung ins Netz wurde der Stromverbrauch deutlich reduziert.
Die Baureihe 423 kamen zunächst bei der S-Bahn Stuttgart zum Einsatz und haben nahezu alle Fahrzeuge der Baureihe 420 der S-Bahn München ersetzt. Bei der S-Bahn Rhein-Main und der S-Bahn Rhein-Ruhr lösten sie die Baureihe 420 teilweise ab.
Seit 2008 wird im Rhein-Ruhr-Netz die aus der Baureihe 423 weiterentwickelte Baureihe 422 eingesetzt.
Für die S-Bahn Stuttgart und die S-Bahn Rhein-Main wurden für 2011 bzw. 2012 Triebwagen der DB-Baureihe 430.0–1 bestellt, die denen der Baureihe 422 ähneln und ebenfalls von Bombardier/Alstom hergestellt werden.
Die Innenraumgestaltung ist zwischen den Baureihen und Netzen sehr ähnlich.

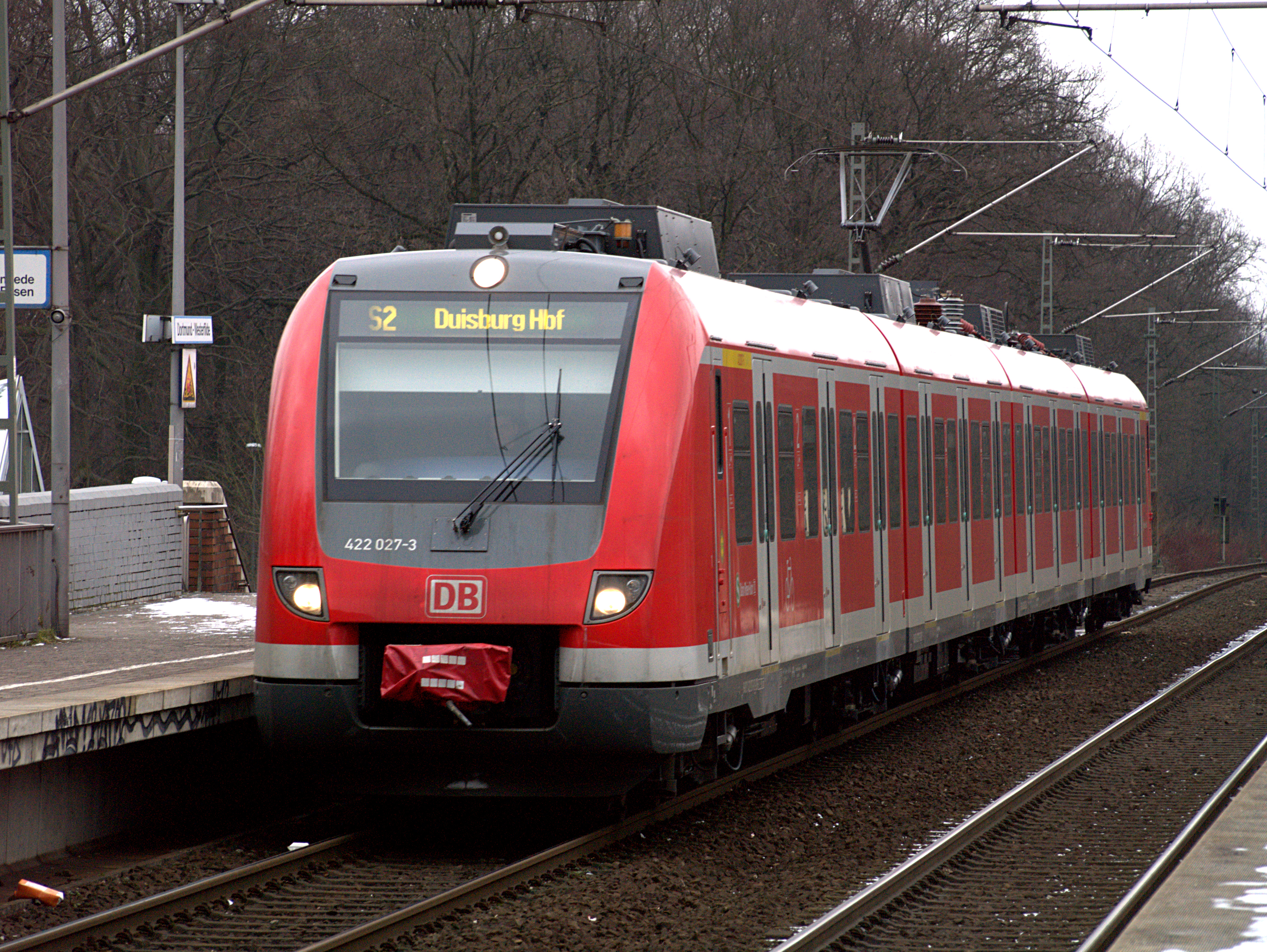
DB-Baureihe 422 der S-Bahn Rhein-Ruhr
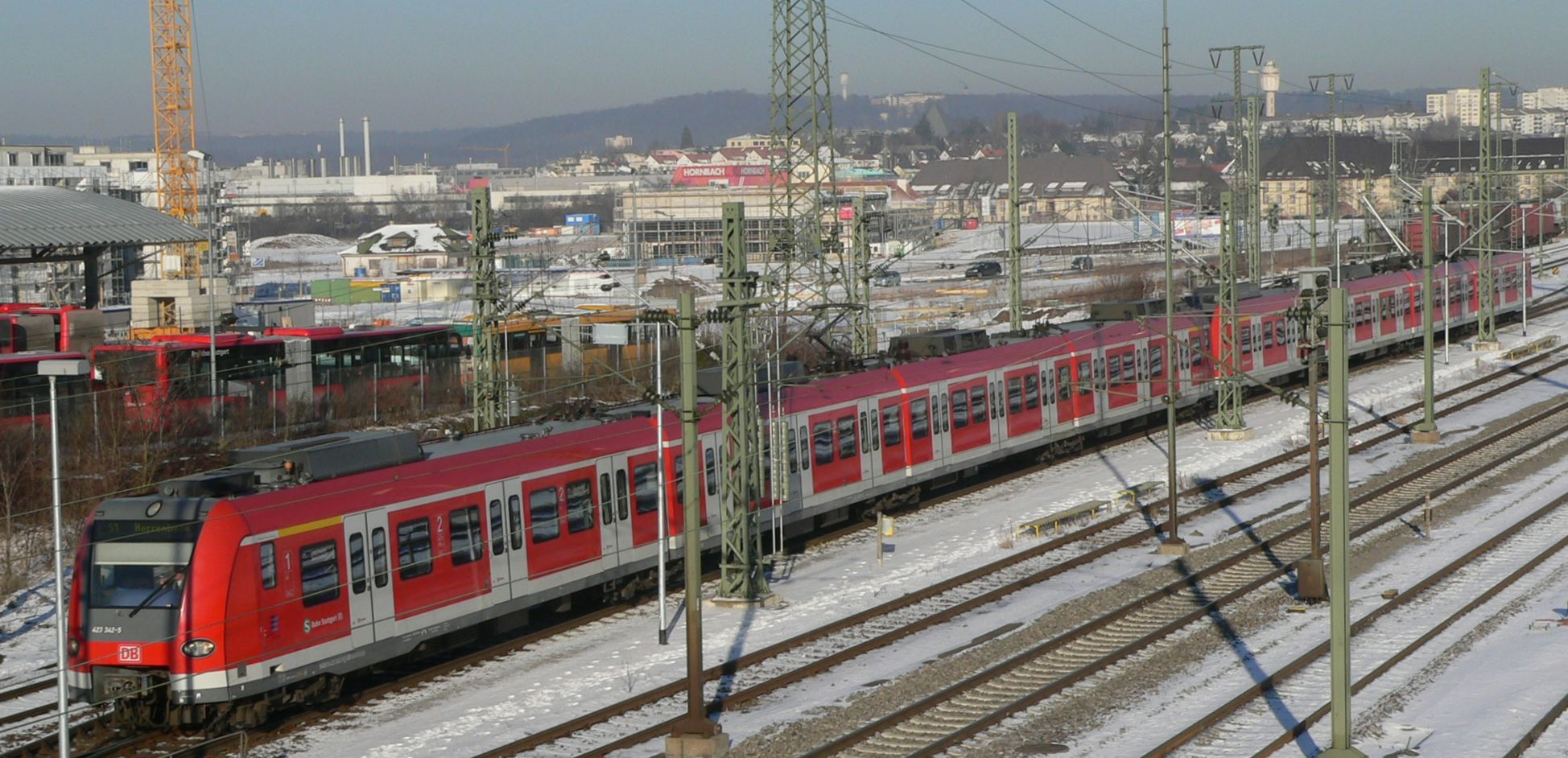
DB-Baureihe 423 der S-Bahn Stuttgart
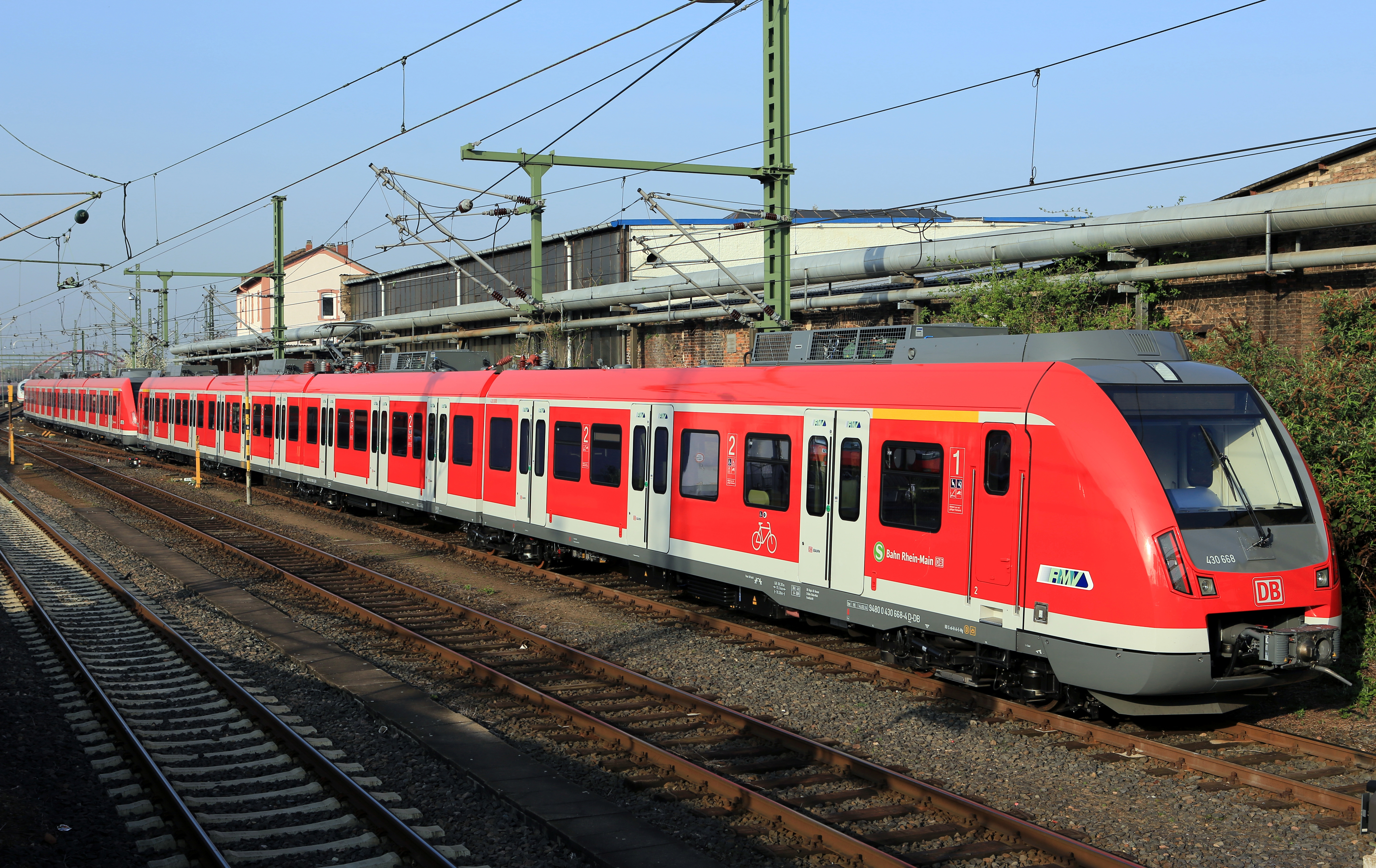
DB-Baureihe 430 der S-Bahn Rhein-Main
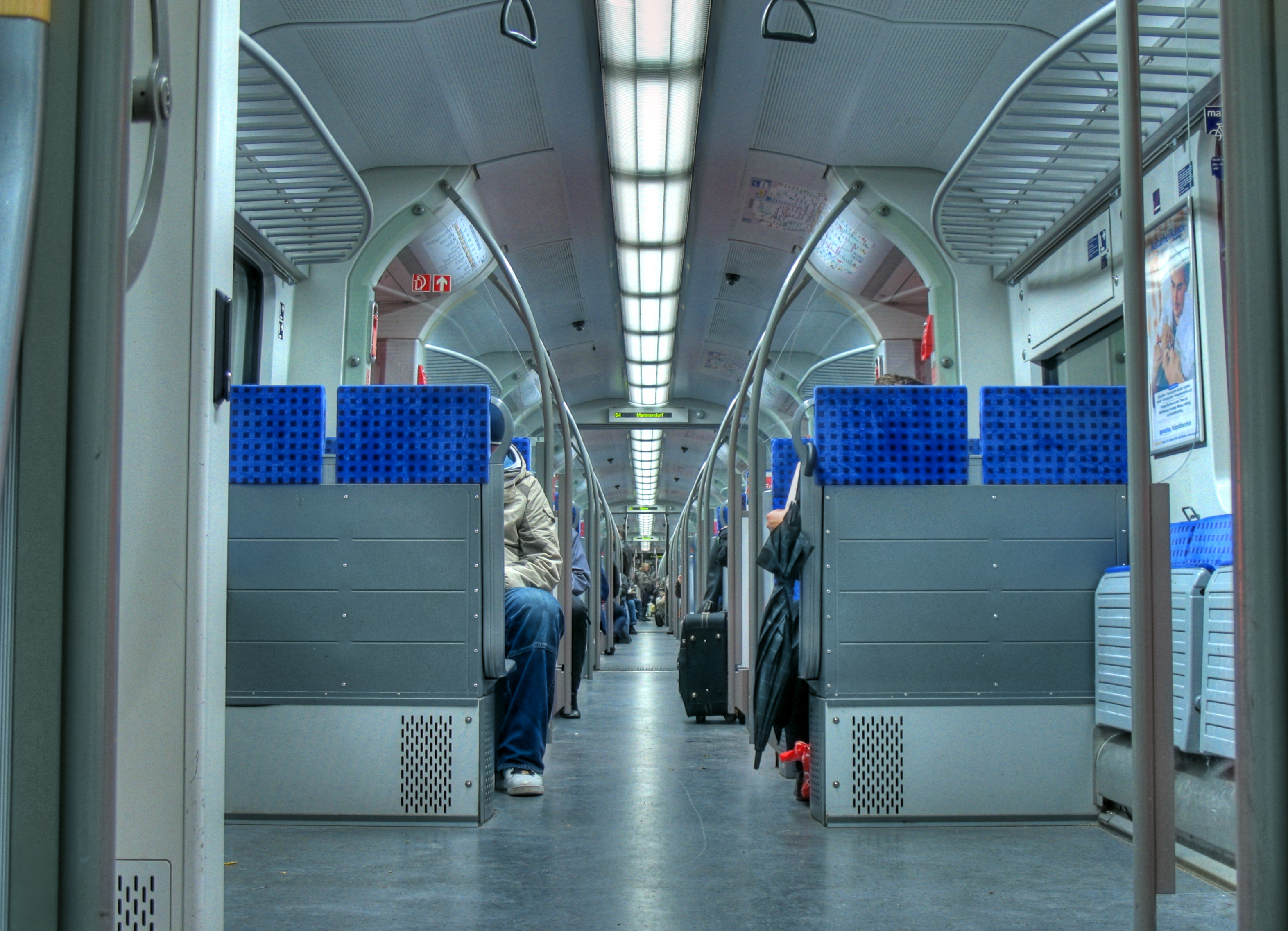
Innenraum der DB-Baureihe 423 (hier in München)

### Baureihen 424, 425
Bei den seit den 1990er Jahren neu entstandenen S-Bahn-Netzen werden die ähnlich aufgebauten Baureihen 424 und 425 mit 80 Zentimetern Fußbodenhöhe eingesetzt. So ist ein barrierefreier Einstieg an gemeinsam mit anderen Zügen genutzten 76 Zentimeter hohen Bahnsteigen möglich. 55 Zentimeter hohe Bahnsteige können ebenfalls genutzt werden, jedoch ist hier kein stufenloser Zugang möglich. Im Unterschied zur Baureihe 423 haben die 424/425 Toiletten und je Wagenseite zwei statt drei Türen und dafür mehr Sitzplätze.
Die 40 Triebzüge der Baureihe 424 fuhren bis 12. Juni 2022 ausschließlich bei der S-Bahn Hannover. Hier wurden außerdem sechs mit Variotrittstufen ausgestattete Triebwagen der Baureihe 425.15 auf der S 5 eingesetzt. 2008 wurden anlässlich der Netzerweiterung 13 Triebzüge der Baureihe 425.5 angeschafft. 2013 kamen neun Triebzüge der Baureihe 425.1 aus anderen Standorten hinzu, sie wurden 2015 an den S-Bahn-Betrieb vor allem durch Wegfall der Stufen im Einstiegsbereich angepasst.
Für die S-Bahn Rhein-Neckar werden 40 Triebzüge der Baureihe 425.2 eingesetzt. Außerdem fahren Einheiten der Baureihe 425 für die S-Bahn Mittelelbe.
Seit der Inbetriebnahme der Linie S 6 der S-Bahn Nürnberg im Dezember 2021 verkehren auch hier Züge der DB-Baureihe 425.

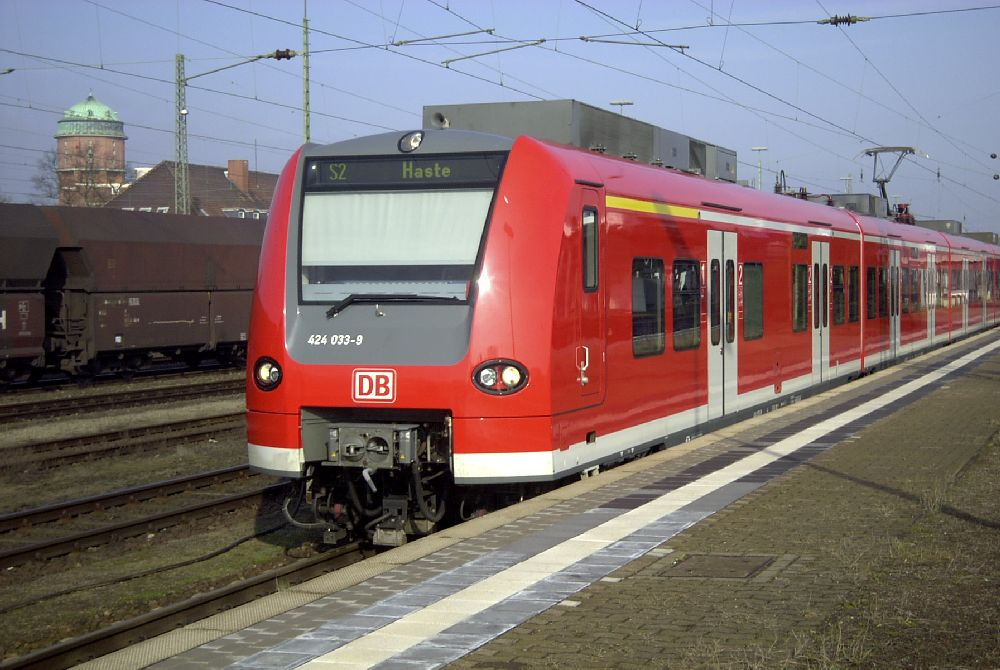
Baureihe 424 der S-Bahn Hannover
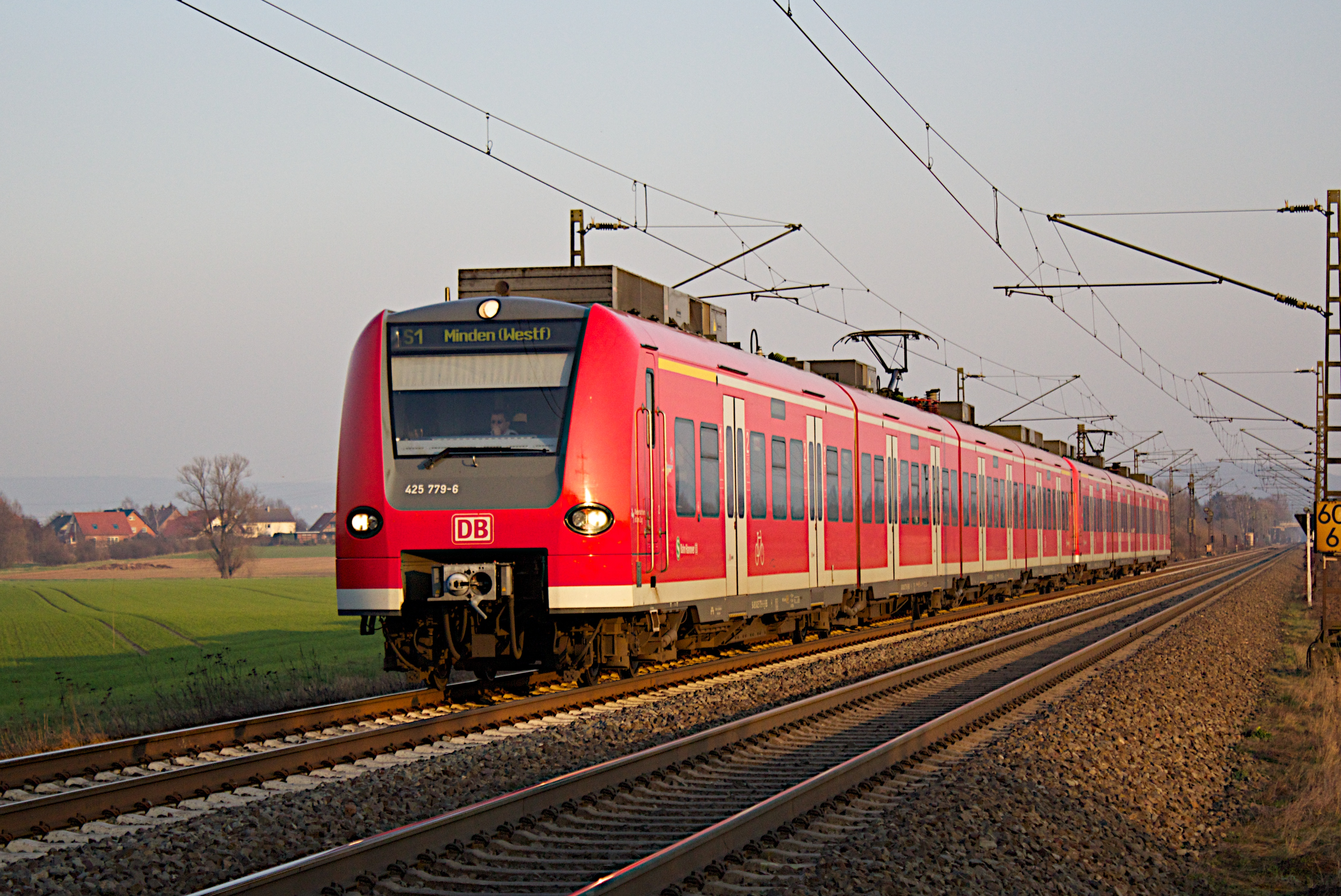
Baureihe 425.2 der S-Bahn Hannover
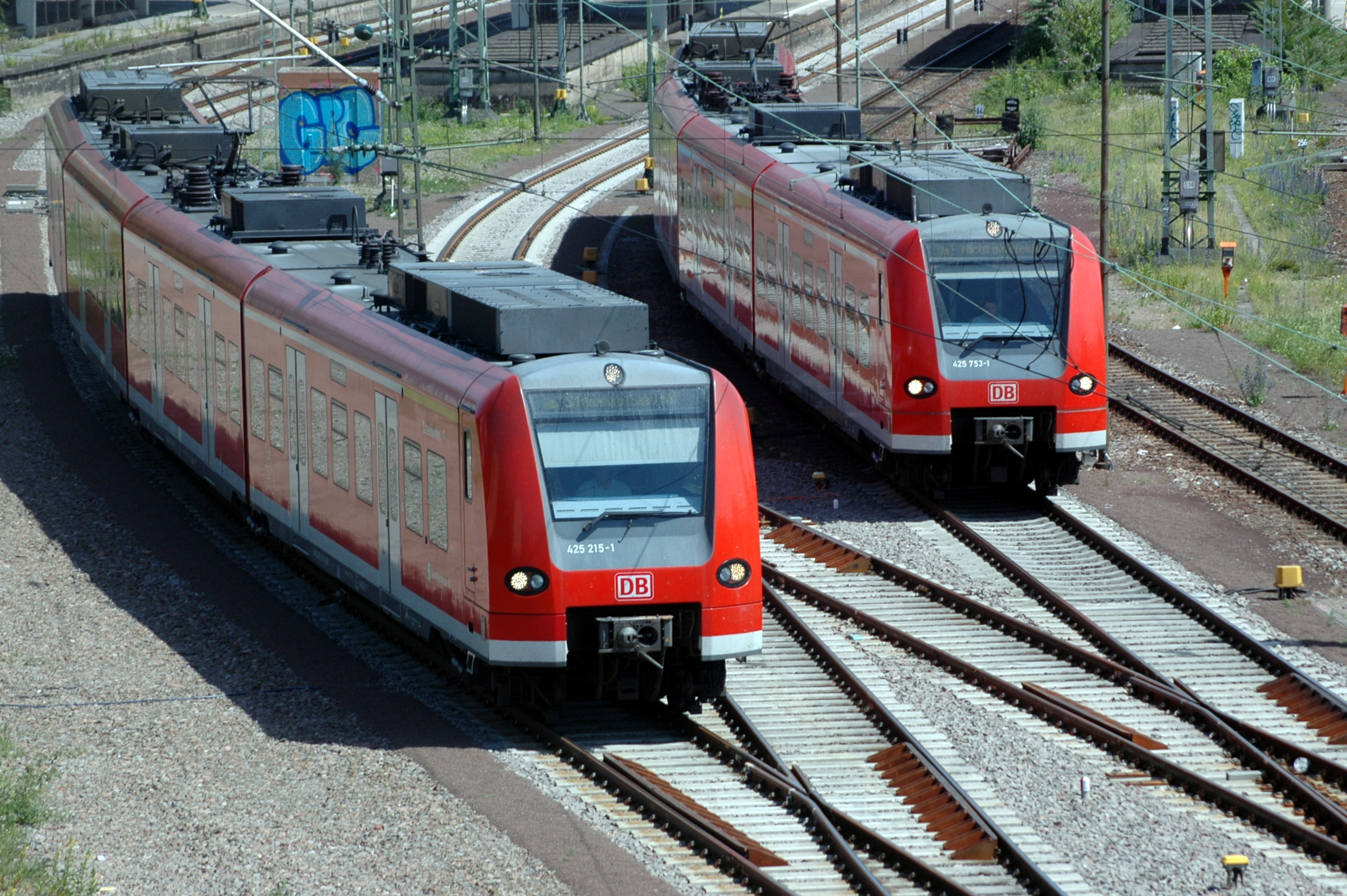
Baureihe 425.2 der S-Bahn Rhein-Neckar
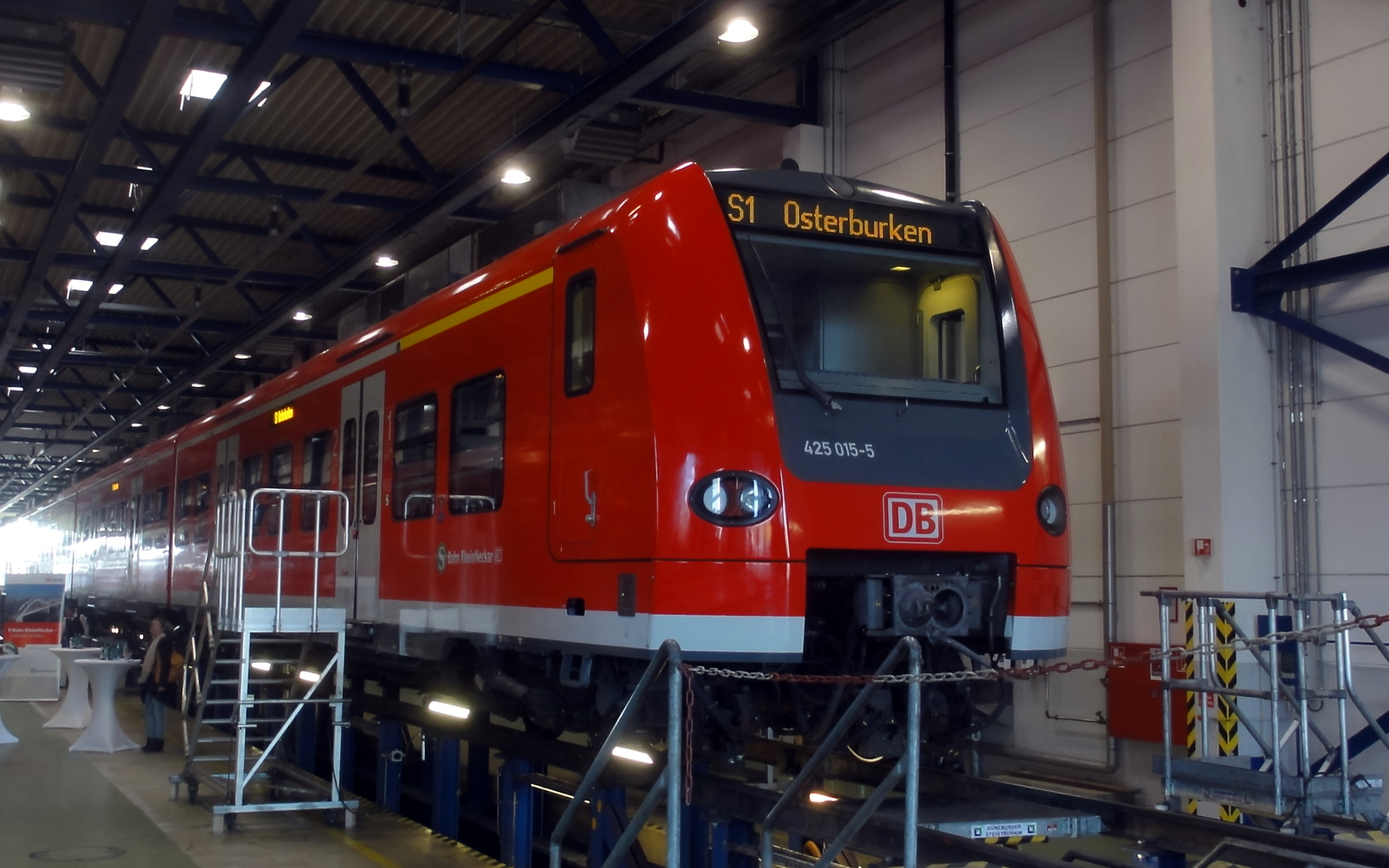
Modernisiertes Fahrzeug der Baureihe 425 der S-Bahn Rhein-Neckar
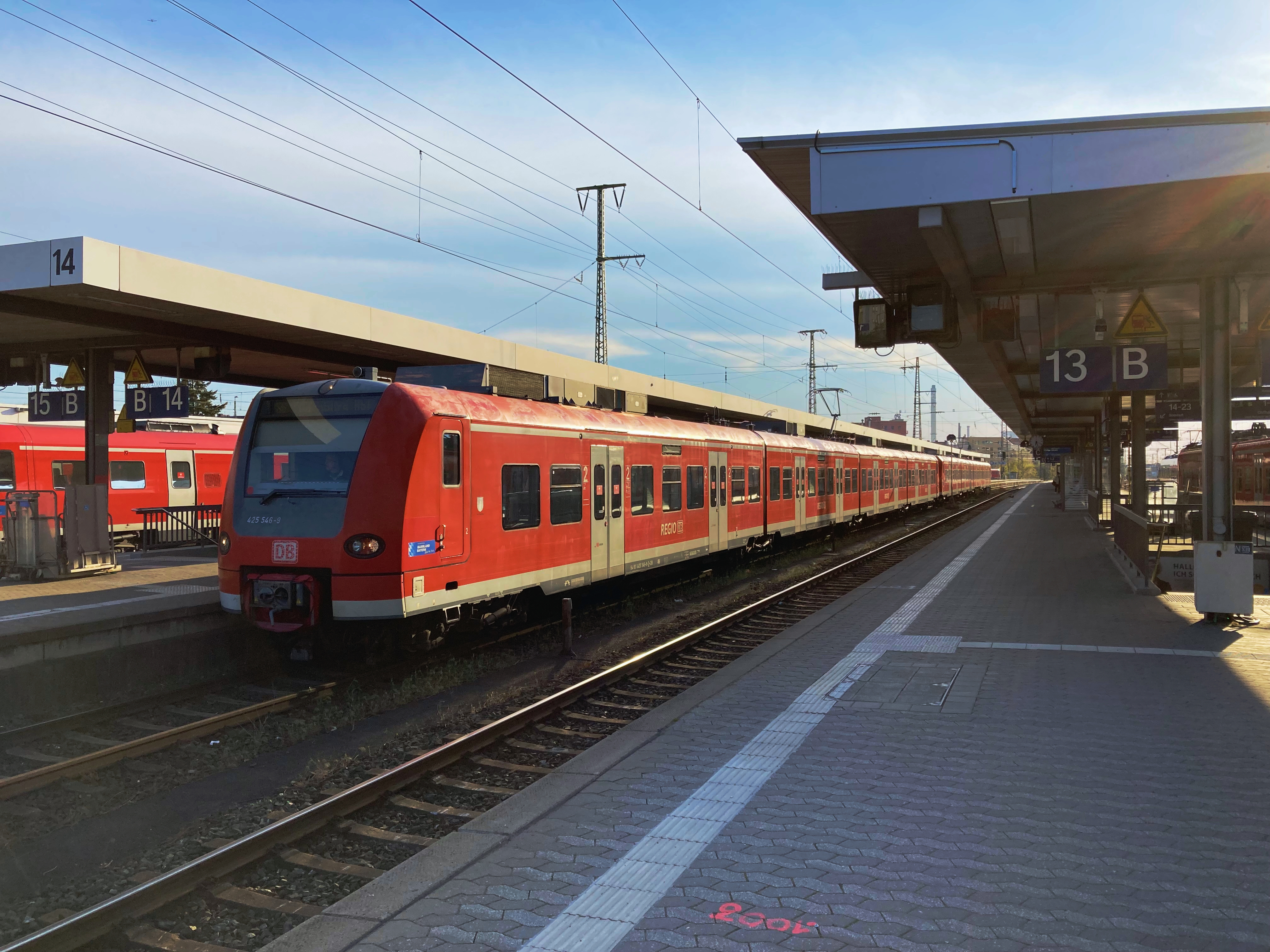
Triebwagen der Baureihe 425 der S-Bahn Nürnberg
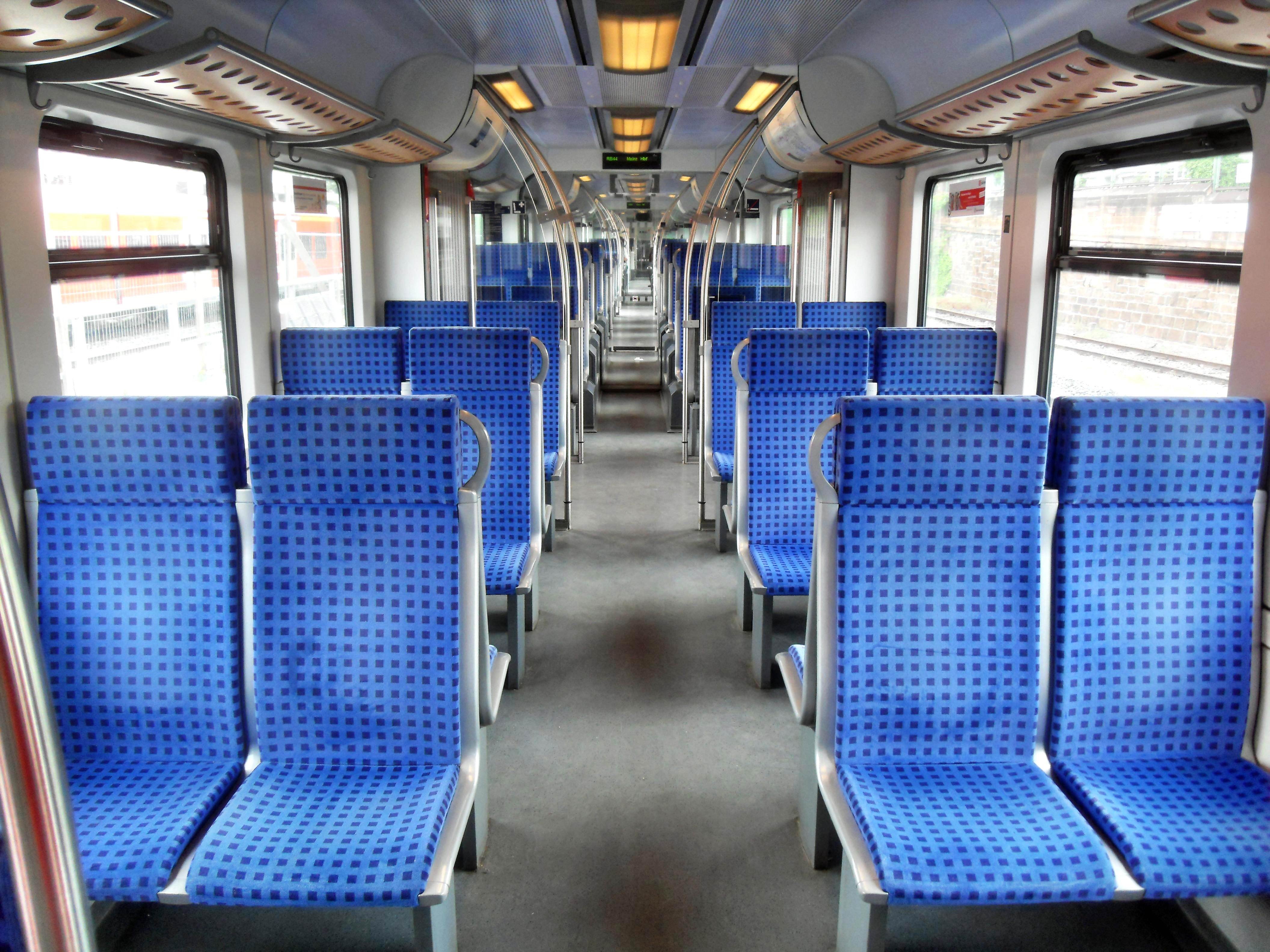
Innenraum der Baureihe 425

### Coradia Continental
Mitte Dezember 2010 wurde in Bremen die erste Stufe des Regio-S-Bahn-Netzes Bremen/Niedersachsen in Betrieb genommen. Die NordWestBahn setzt 36 drei- und fünfteilige Triebzüge des Typs Alstom Coradia Continental ein, bezeichnet als Baureihe 440.
Seit Dezember 2014 verkehren bei der S-Bahn Rhein-Ruhr auf den Linien S 5 und S 8 Züge der Baureihe 1440.
Seit Mitte Dezember 2019 fahren auf den Linien S1 und S11 der Breisgau-S-Bahn 15 Züge der Baureihe 1440.1 und 11 Züge der Baureihe 1440.3.
Zudem kommen seit Juni 2020 bei der S-Bahn Nürnberg 27 Züge der Baureihe 1440 auf den Linien S 1, S 4 und S 5 zum Einsatz.

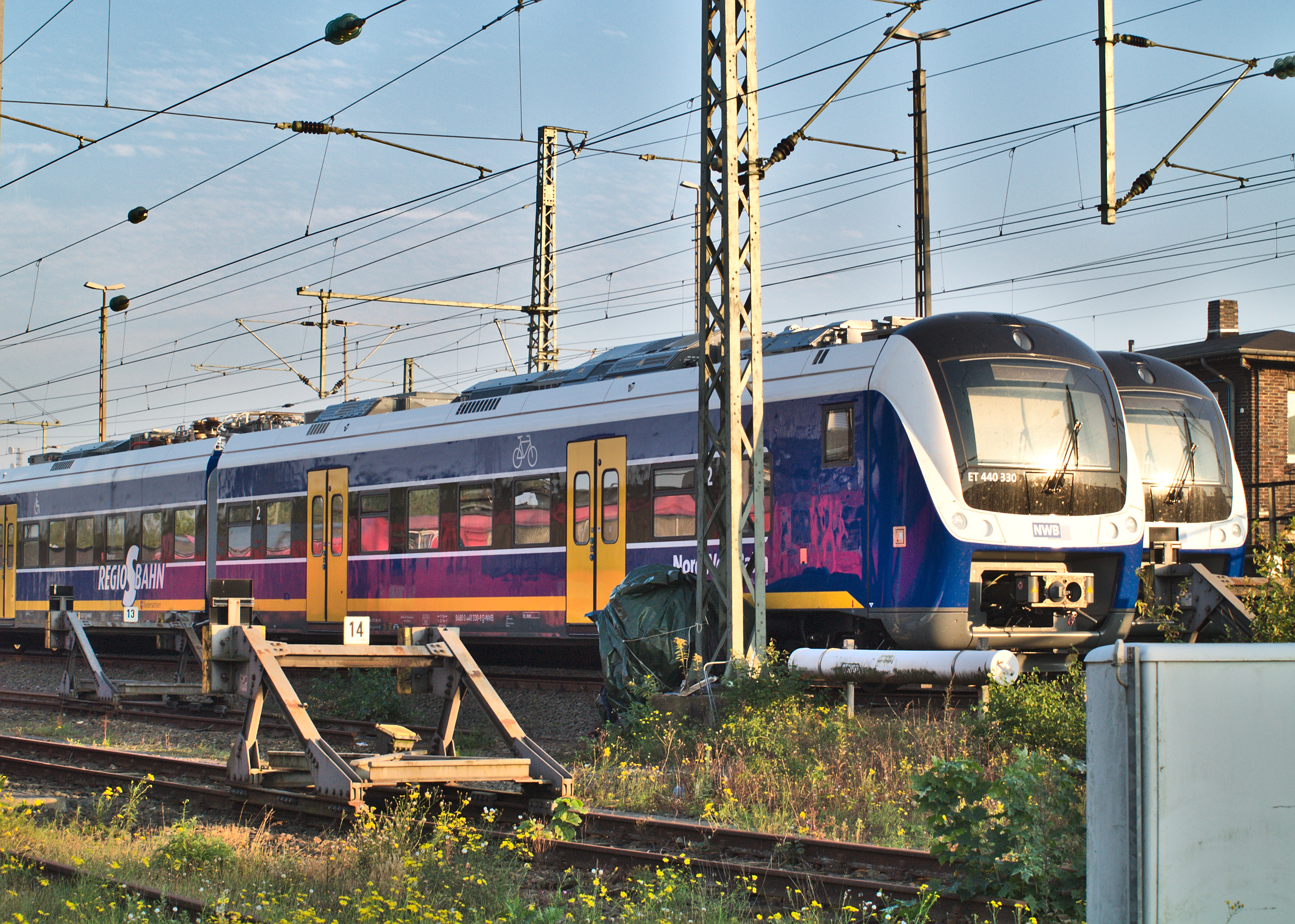
Coradia Continental der Nordwestbahn
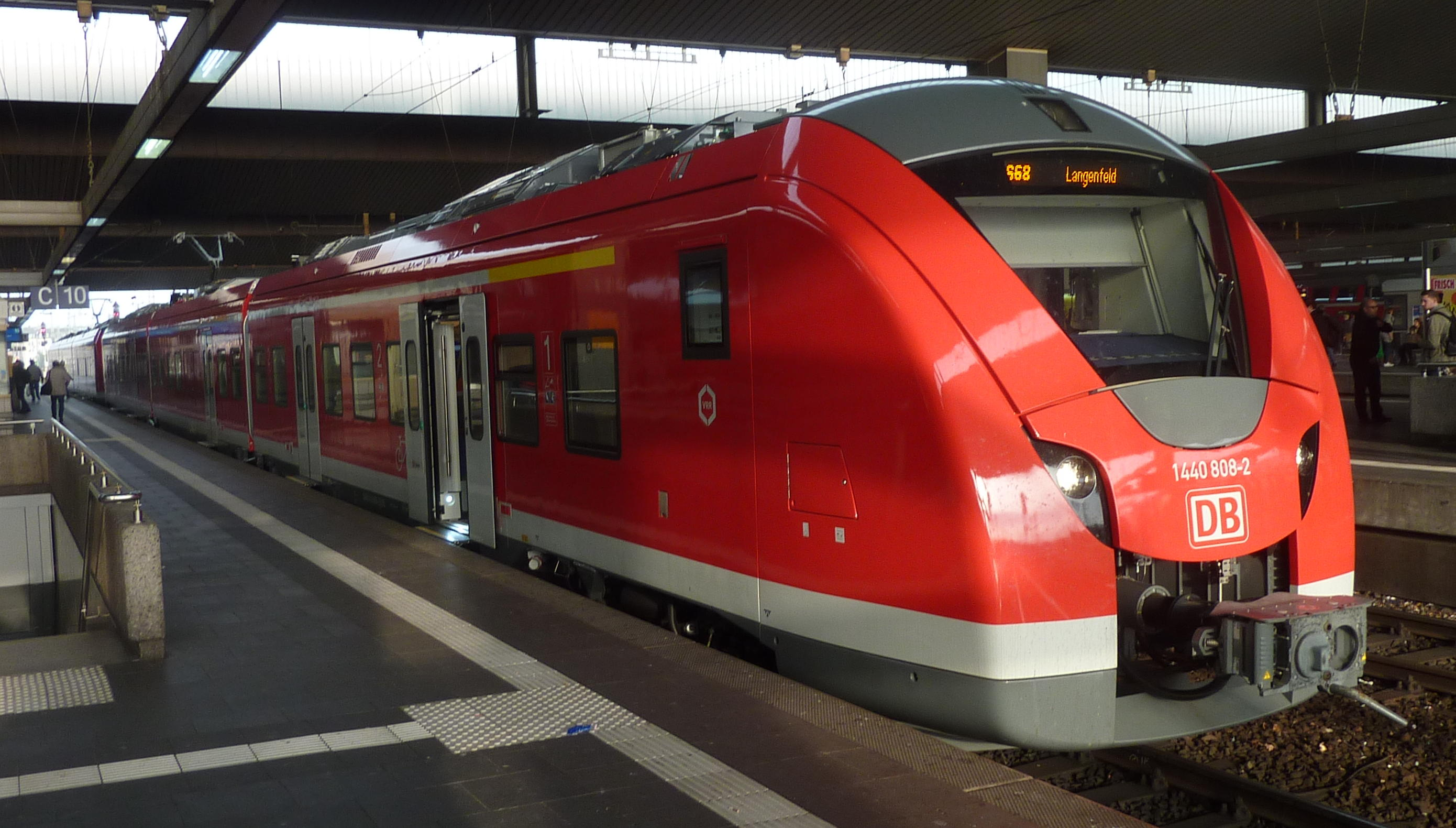
Coradia Continental mit neuer Kopfform der S-Bahn Rhein-Ruhr in Düsseldorf Hbf
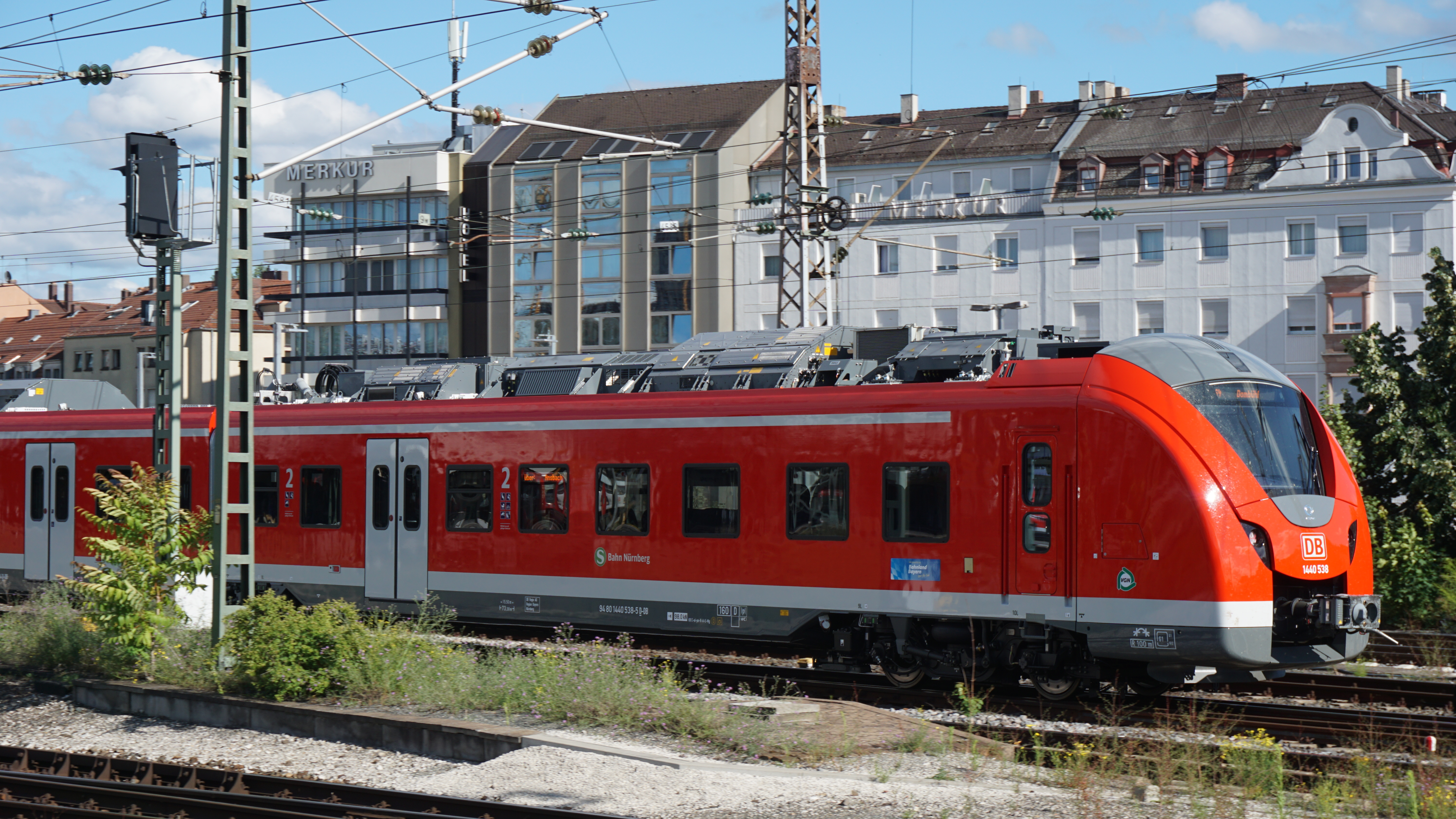
Coradia Continental der S-Bahn Nürnberg mit neuer Kopfform in Nürnberg Hbf
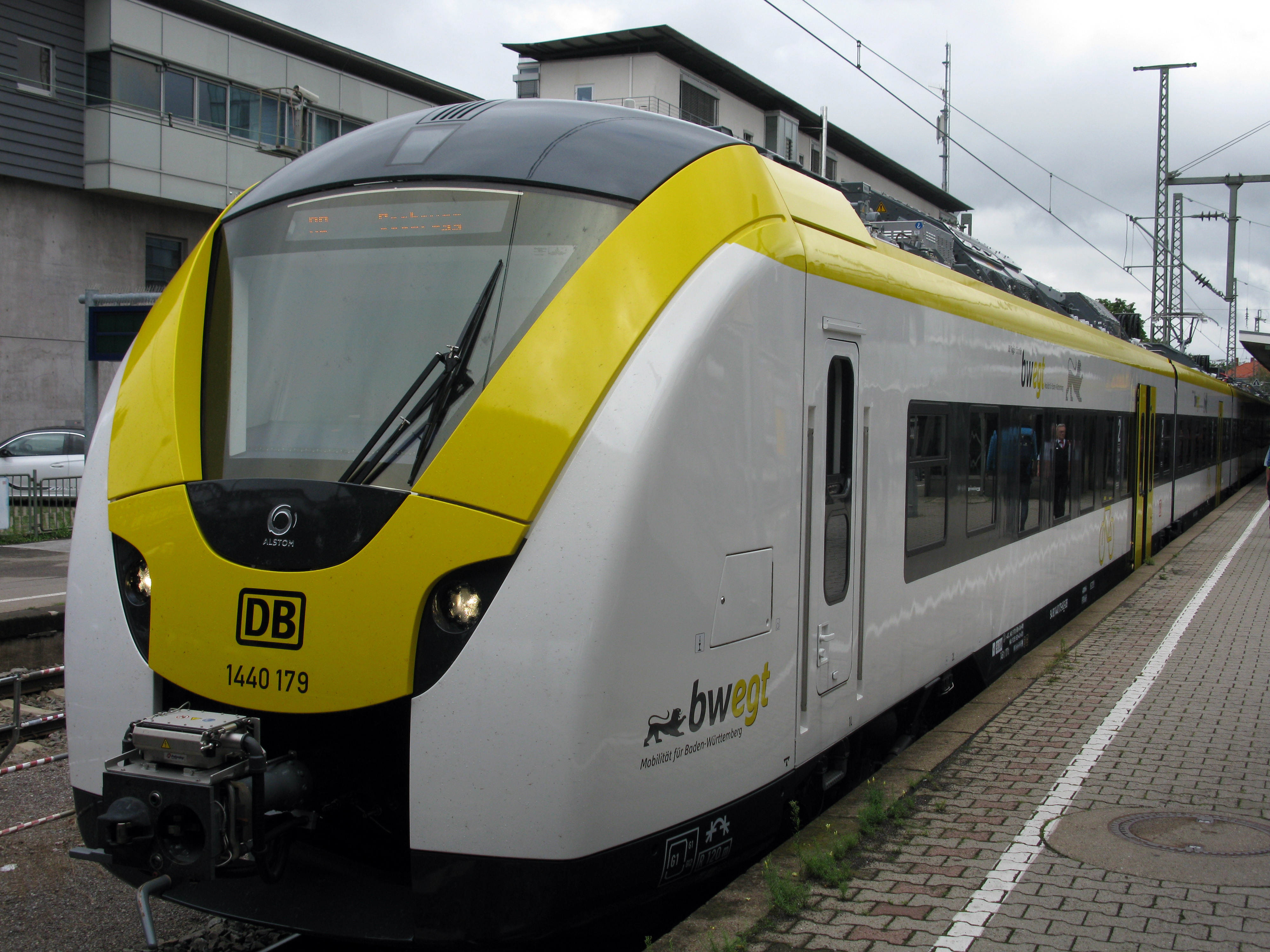
Alstom Coradia Continental der Breisgau-S-Bahn

### Bombardier Talent 2 und 3
Triebzüge des Typs Bombardier Talent 2, eingereiht als Baureihe 442, bilden in vielen Regionen Deutschlands das Rückgrat des S-Bahn- und Regionalverkehrs.
Infolge von Zulassungsproblemen für das Netz der S-Bahn Nürnberg kam es allerdings zu erheblichen Verzögerungen, mittlerweile fahren die Züge.
Die S-Bahn Rostock wird seit Anfang 2014 ebenfalls mit Talent 2 betrieben.
Im Netz der S-Bahn Mitteldeutschland (Großraum Leipzig/Halle (Saale)) kommen seit Dezember 2013 51 drei- und vierteilige Triebzüge vom Typ Talent 2 zum Einsatz, betrieben durch DB Regio Südost. Im Unterschied zu den allermeisten Fahrzeugen der Deutschen Bahn sind diese nicht in Verkehrsrot, sondern in Silber lackiert. Die Talent-2-Züge für das Netz Mitteldeutsche S-Bahn II, welches im Dezember 2015 in Betrieb genommen wurde und die S-Bahn von Halle und Leipzig aus nach Norden erweitert, wurden erst verspätet geliefert und kamen ab 2016 zum Einsatz.

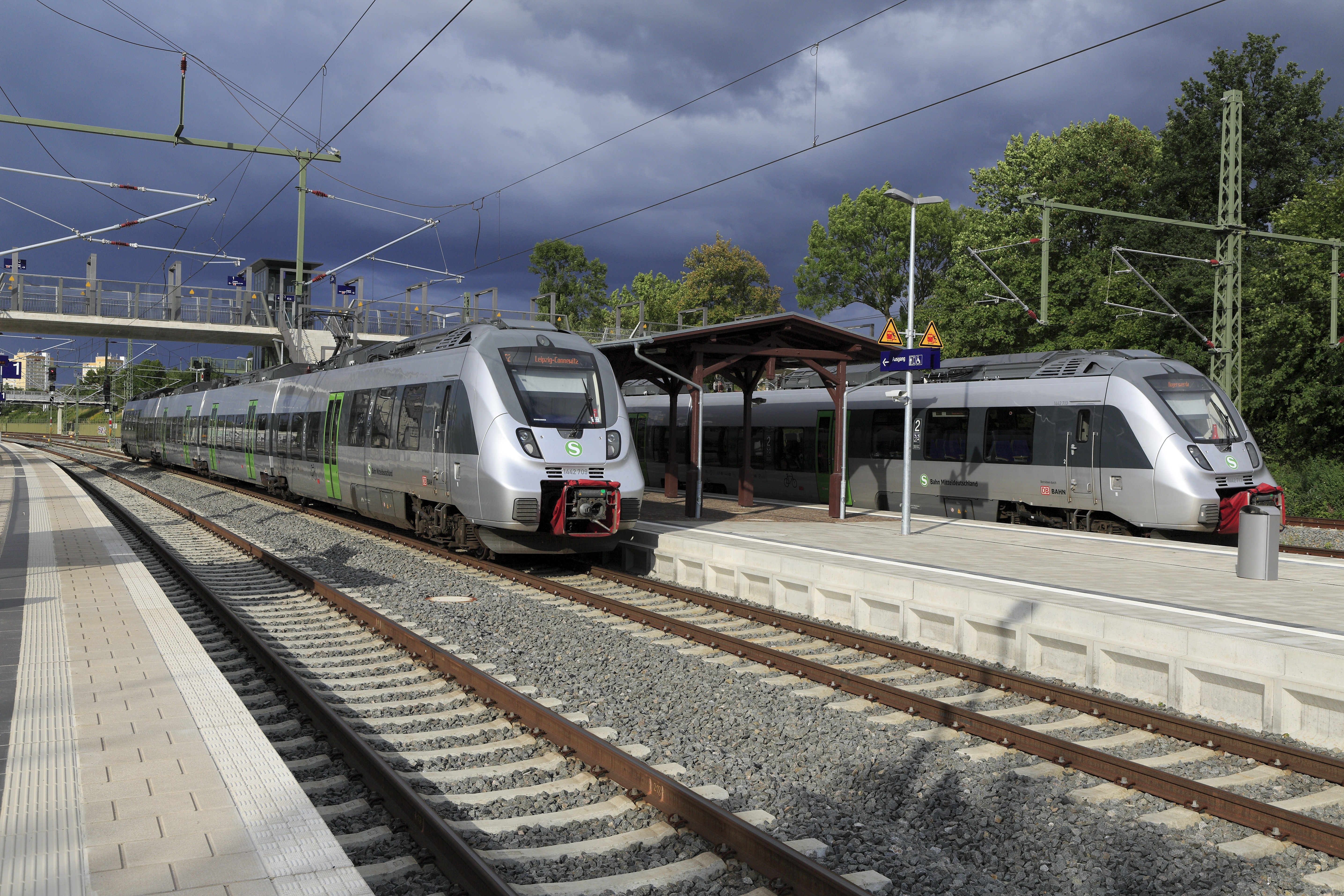
Talent 2 der S-Bahn Mitteldeutschland in Leipzig
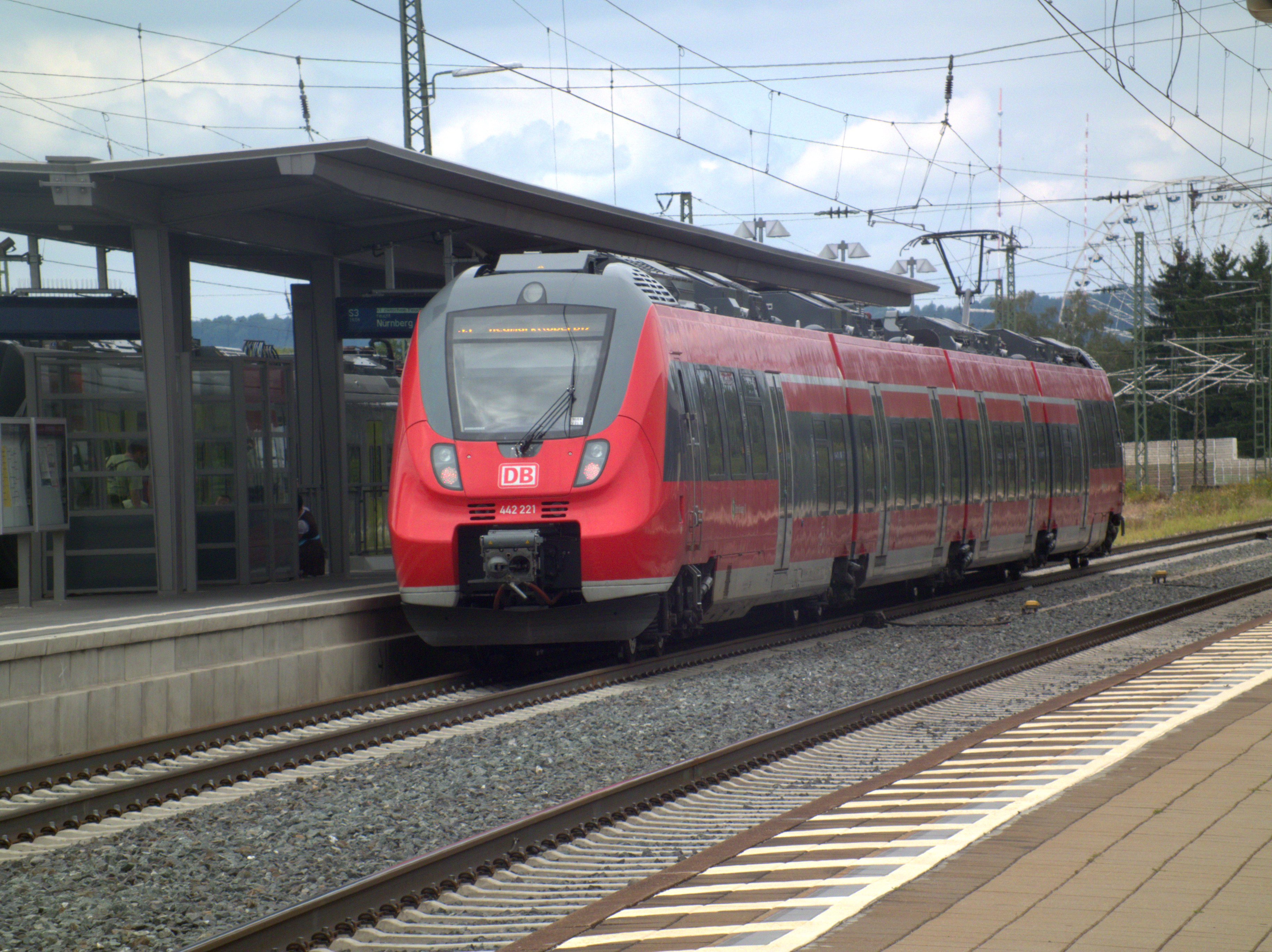
Talent 2 der S-Bahn Nürnberg
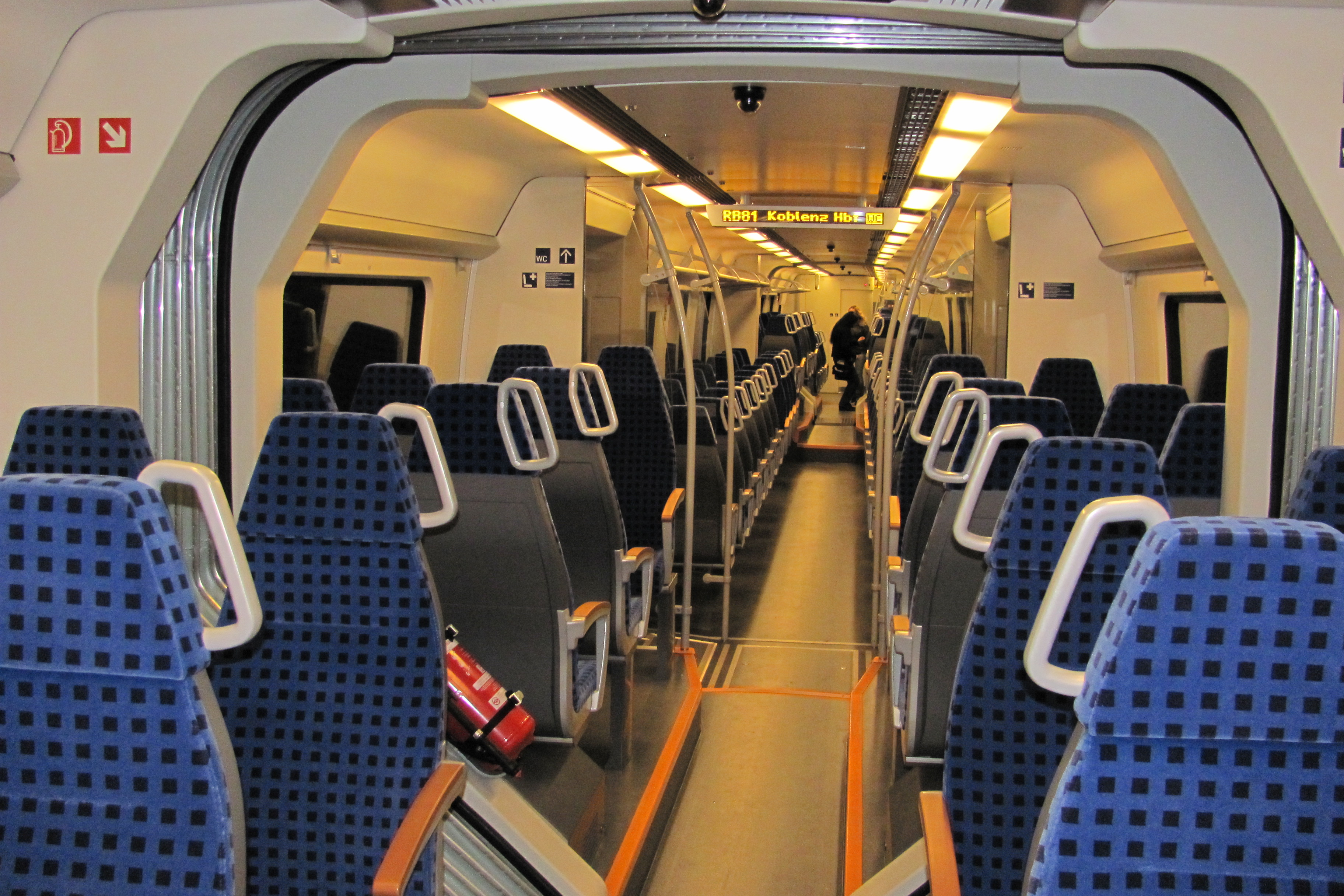
Innenraum eines Talent 2
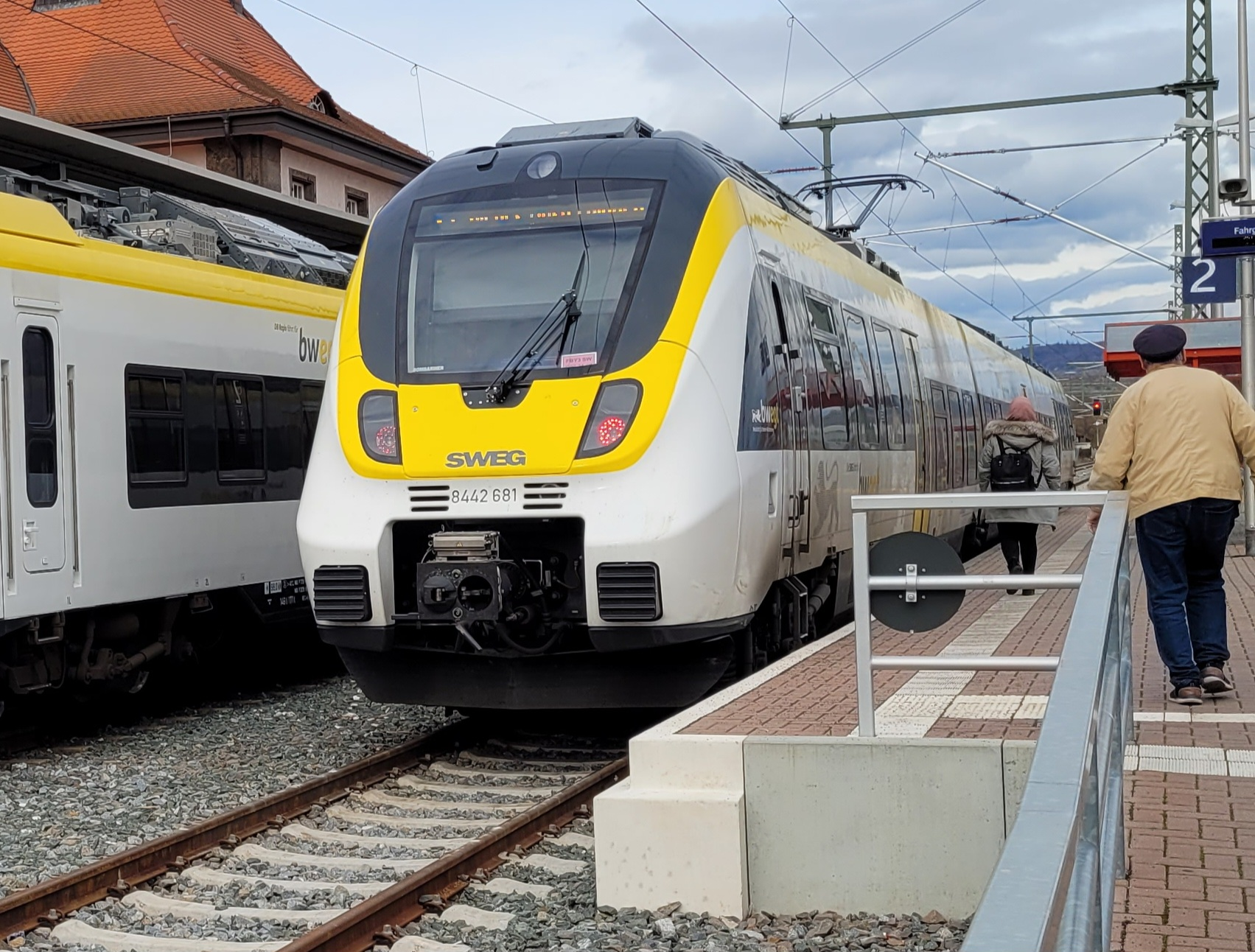
Talent 3 der SWEG

### Siemens Mireo

#### Baureihe 463 „Mireo“
Im Zuge der Erweiterung der S-Bahn Rhein-Neckar setzt die DB Regio seit 13. Dezember 2020 stufenweise Neufahrzeuge vom Typ Mireo ein. Insgesamt 57 dreiteilige Fahrzeuge werden im Netz eingesetzt.

#### Baureihe 563 „Mireo Plus B“
Der Akkutriebzug Mireo Plus B wird in der zweiteiligen Ausführung im Netz der Regio S-Bahn Ortenau eingesetzt. 

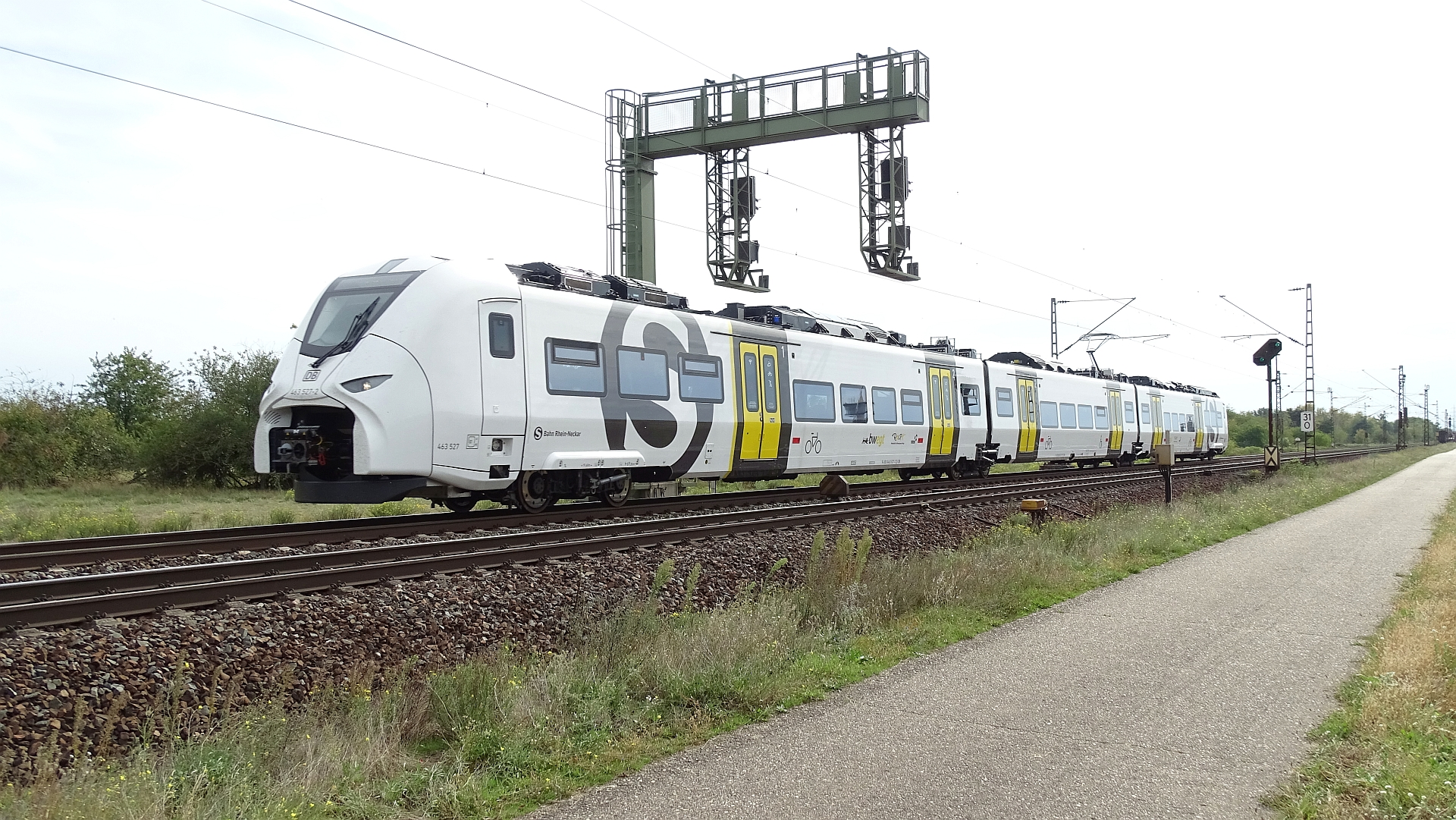
Siemens Mireo der S-Bahn Rhein-Neckar
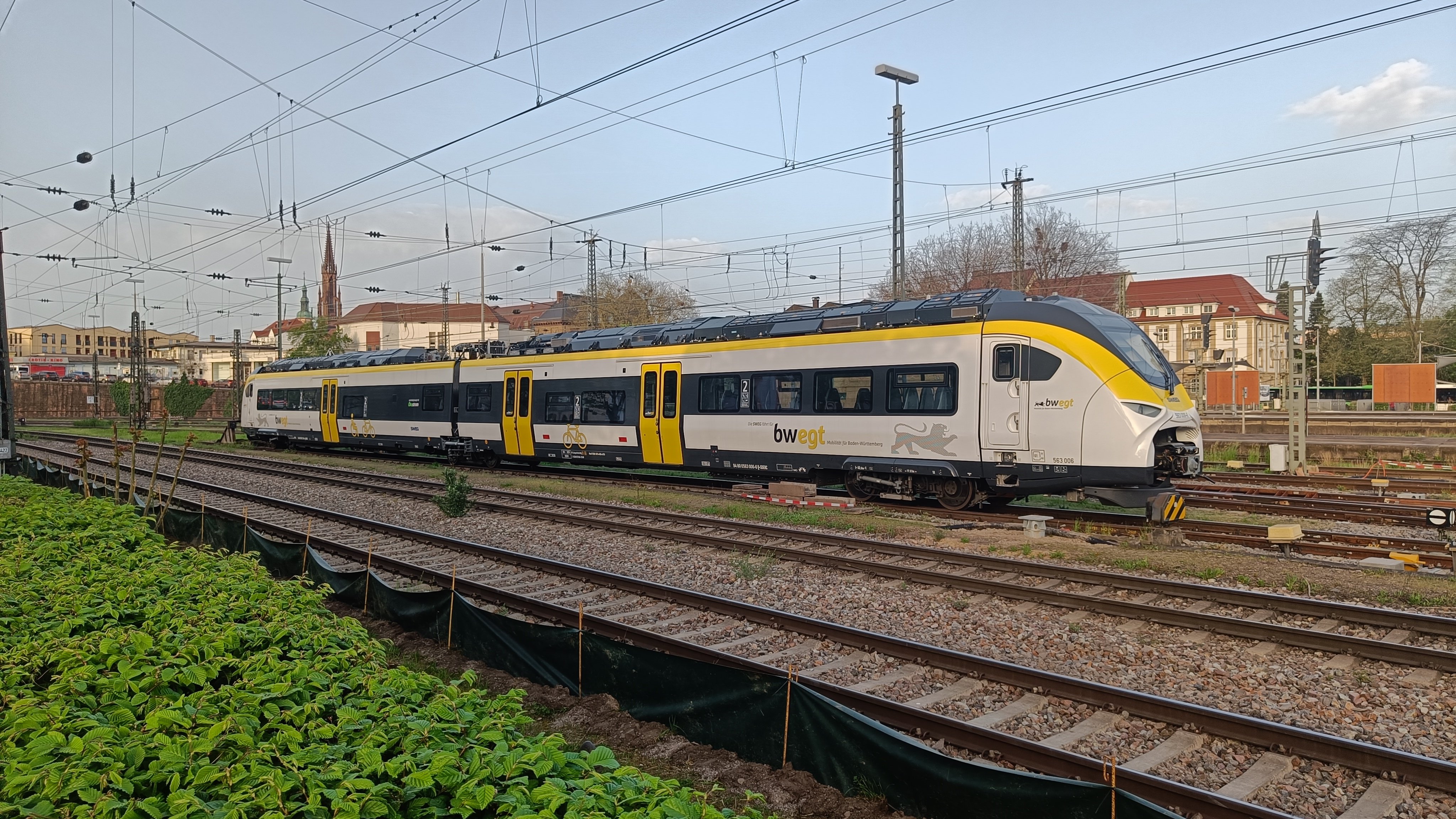
Mireo Plus B der Regio S-Bahn Ortenau

### Dieseltriebwagen
In einigen S-Bahn-Netzen fuhren bzw. fahren auf einzelnen nicht elektrifizierten Strecken Dieseltriebwagen. Die Stadler RS1 der Ortenau-S-Bahn und Breisgau-S-Bahn wurden vollständig durch Elektrotriebwagen ersetzt und werden nur noch als Ersatzflotte eingesetzt.

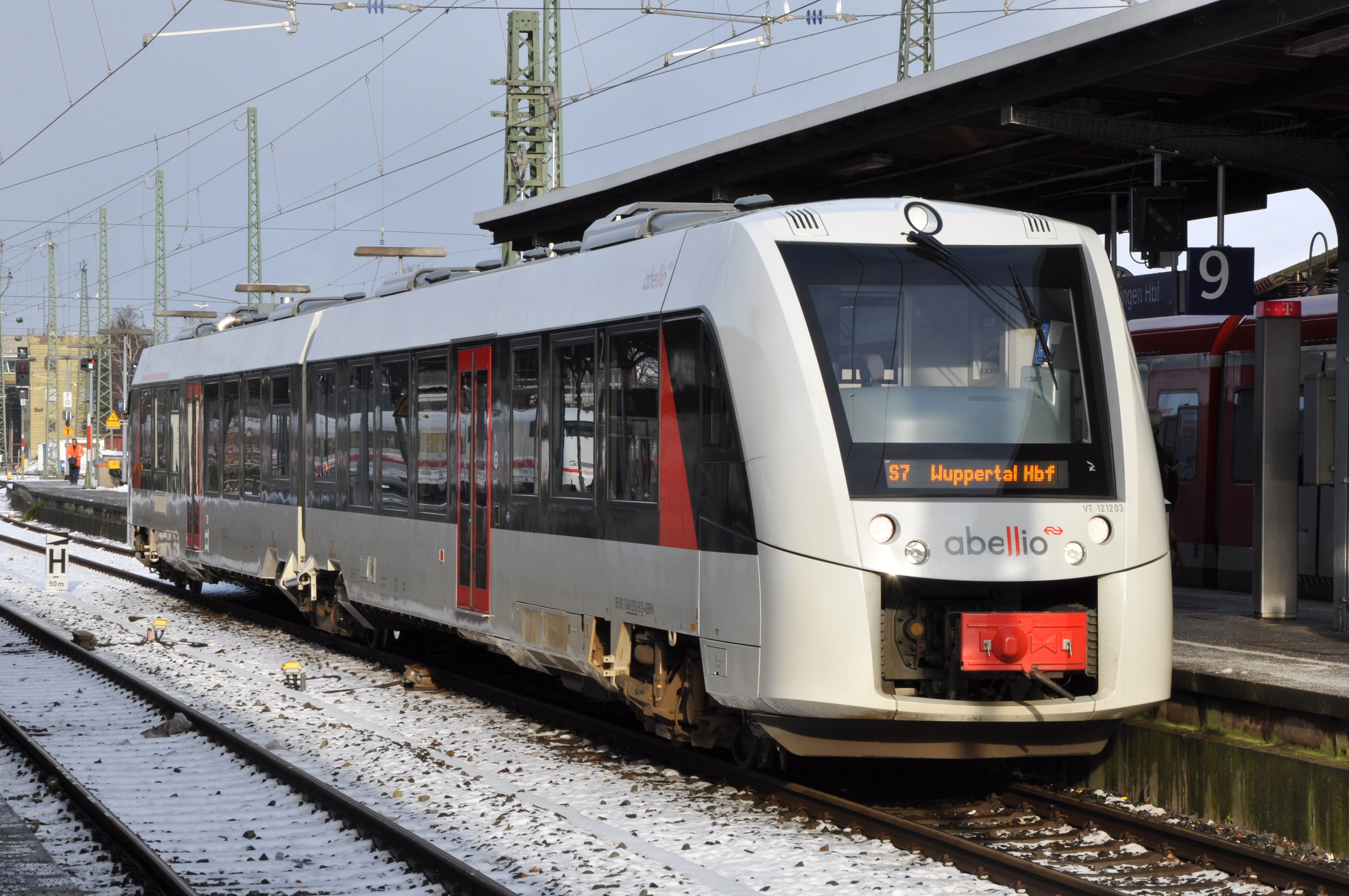
Alstom Coradia Lint der S-Bahn Rhein-Ruhr
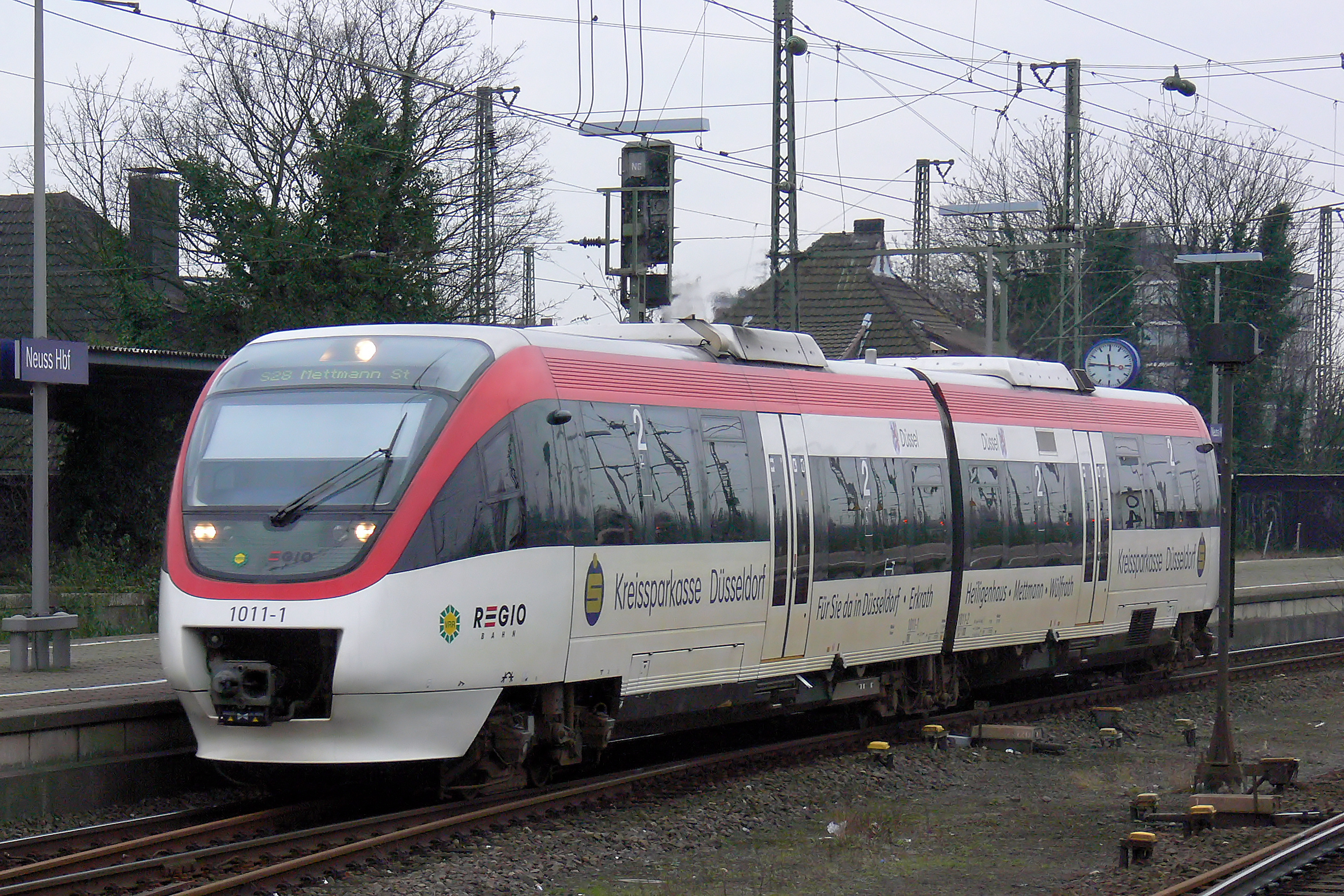
Bombardier Talent der Regiobahn GmbH
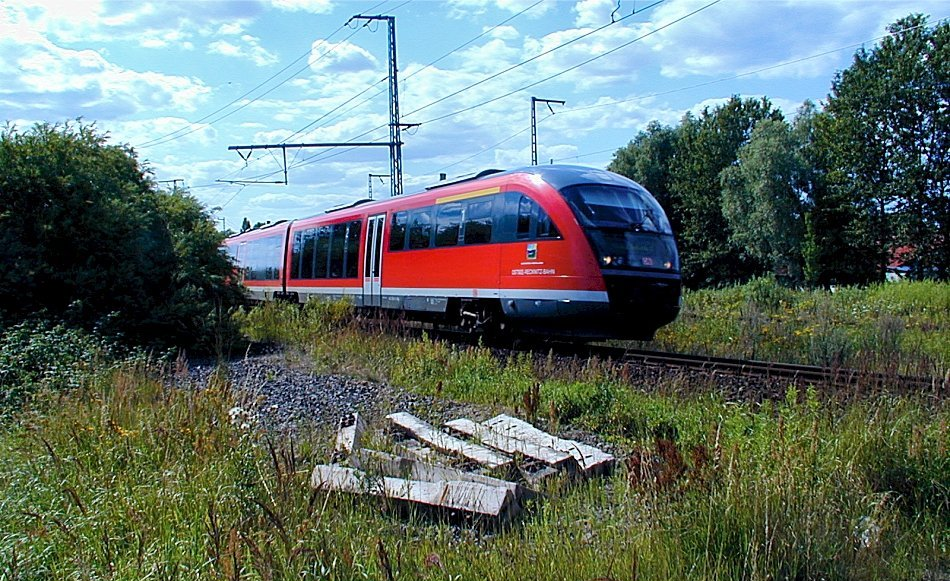
Siemens Desiro Classic der S-Bahn Rostock (bis 2012)
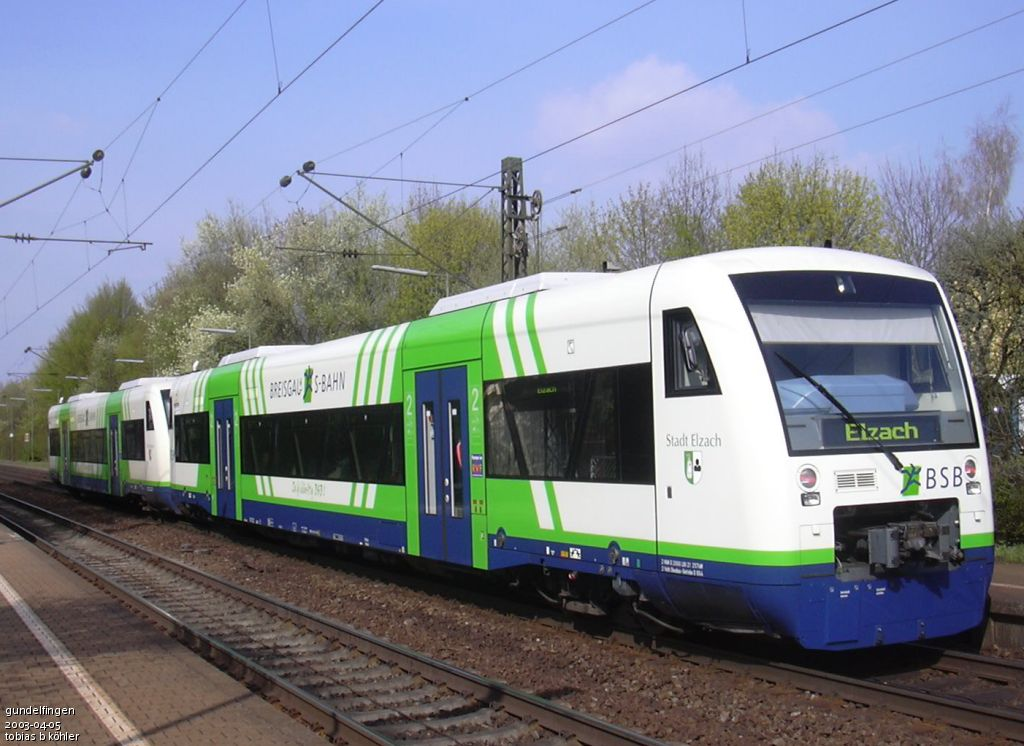
Regio-Shuttle der Breisgau-S-Bahn in Doppeltraktion
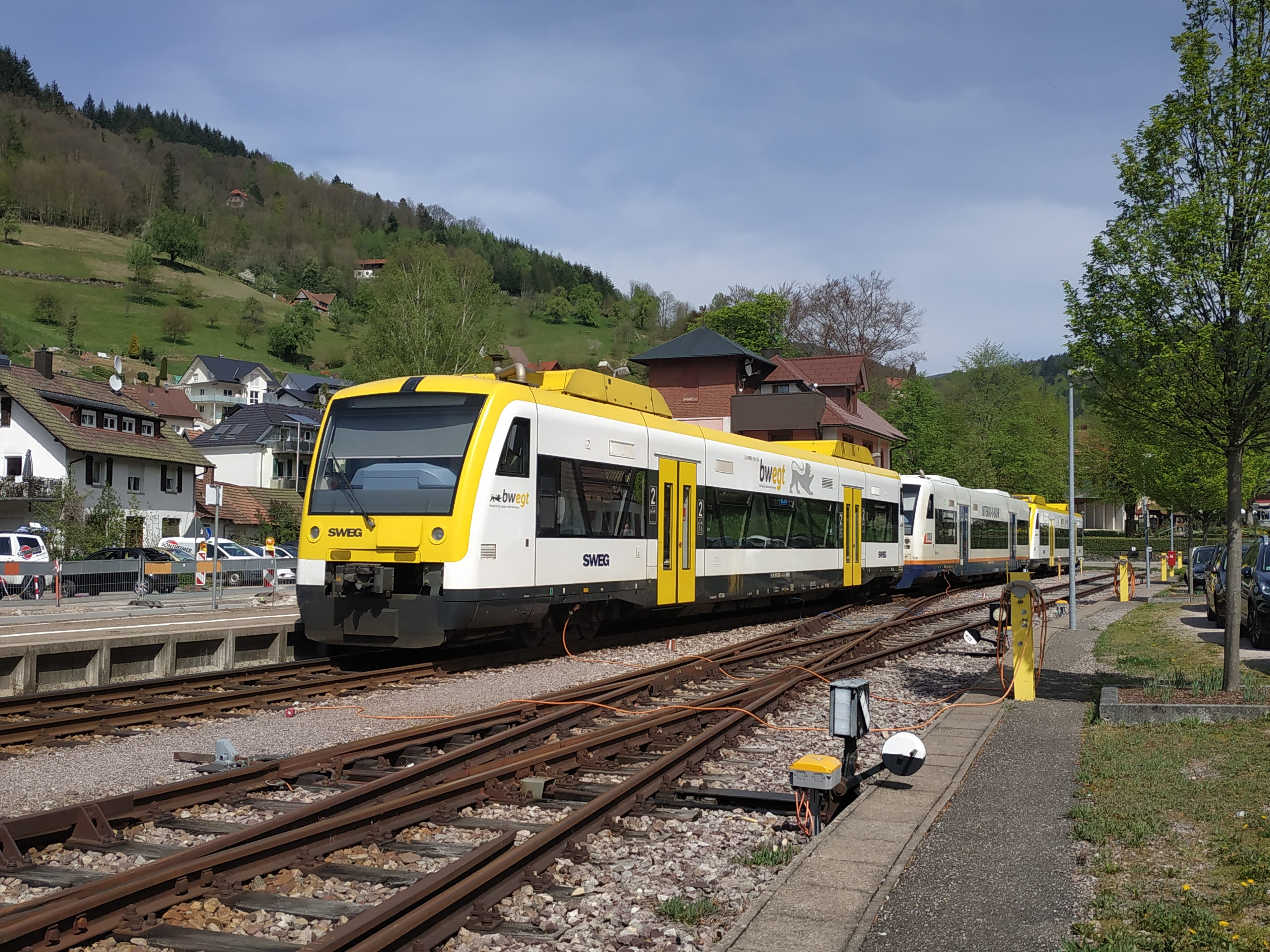
Regio-Shuttle-Triebwagen der Ortenau-S-Bahn, teilweise in badenwürttembergischem Landesdesign

### Farbgebung

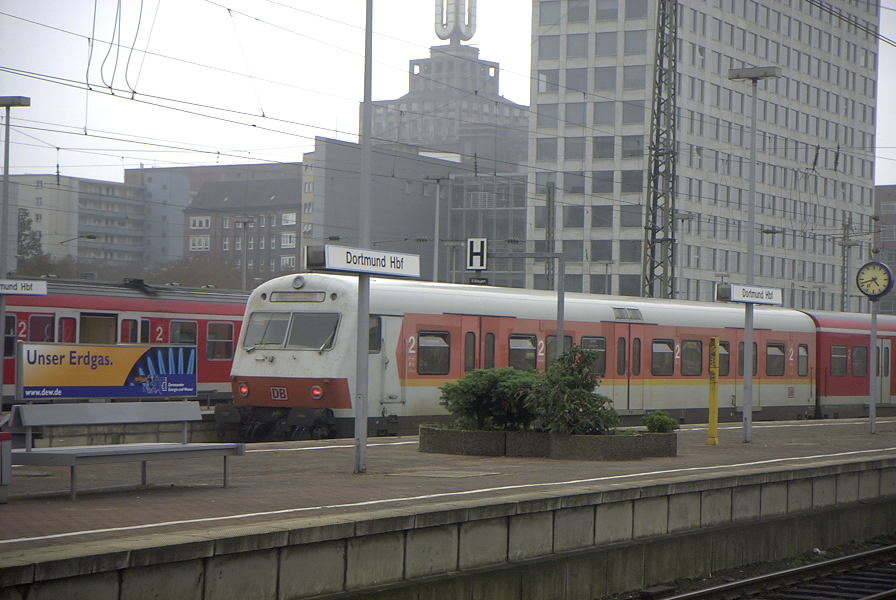
Steuerwagen der S-Bahn Rhein-Ruhr im orange-kieselgrauen Design in Dortmund Hbf

Wie bei den ersten S-Bahnen in Berlin und Hamburg erhielten die Fahrzeuge der S-Bahn München eine eigene Lackierungsvariante gemäß den damals aktuellen Pop-Farben, hier in der Farbe Kieselgrau mit kobaltblauem Fensterband. Später folgten Rhein-Ruhr, Frankfurt und Stuttgart mit einem Fensterband in Reinorange. Ursprünglich waren für Frankfurt rote Fensterbänder vorgesehen.
Hamburg führte ab 1975 eine türkis-beige Farbgebung ein, wobei das Fensterband im Gegensatz zu den anderen Personenwagen der DB dunkel gehalten wurde. Ab 1987 stellte die Bahn das Farbkonzept für alle Personenwagen um, als sie die sogenannten Produktfarben der Deutschen Bundesbahn einführte. Die S-Bahnen behielten dabei ihren Orangeton, doch nun als Lachsorange mit pastellgelbem Zierstreifen. Ab 1996 erhielten die S-Bahnen schließlich die typische Farbgebung von DB Regio: Verkehrsrot mit lichtgrauem Streifen und Türen. Als Ausnahme behielt nur die S-Bahn Berlin ihre Traditionsfarben.
Bei den zunehmend freieren Ausschreibungen der Verkehrsleistungen durch die Aufgabenträger sind teilweise Bestimmungen zur Außengestaltung enthalten. Bei der S-Bahn Mitteldeutschland fahren die Züge seit 2013 mit einer silbernen Lackierung, teils mit grünen teils mit roten Türen. Die neuen Triebzüge der Breisgau-S-Bahn sind im baden-württembergischen Landesdesign lackiert.